# سيتروين 2CV
تُعتبر سيترون 2CV (deux chevaux، ‎fr‏، والتي تعني "حصانان" في الإشارة إلى "حصانين ضريبيين") سيارة اقتصادية تم إنتاجها بواسطة الشركة الفرنسية سيترون من عام 1948 حتى 1990. تم تقديمها في صالون السيارات في باريس عام 1948، وهي مزودة بمحرك هوائي مثبت في الأمام ويقوم بدفع العجلات الأمامية.
تمت تصورها من قبل نائب رئيس شركة سيترون بيير بولانجر لمساعدة الفلاحين الذين لا يزالون يستخدمون الخيول والعربات في فرنسا خلال الثلاثينيات، تتميز الـ2CV بمزيج من الهندسة المبتكرة وتصميم هيكل بسيط وعملي. كانت الـ2CV تتميز بتكاليف ملكية منخفضة، وبساطة الصيانة، ومحرك هوائي سهل الخدمة (كان يقدم في البداية 6.6 كـو, 9 hp)، ومعدل استهلاك وقود منخفض. بالإضافة إلى ذلك، تم تصميمها لتستطيع عبور حقل تم حراثته حديثاً مع سلة مليئة بالبيض على مقعد الراكب دون كسرها، بسبب النقص الكبير في الطرق المعبدة في فرنسا في ذلك الوقت؛ حيث كانت مزودة بنظام تعليق طويل السفر، الذي يربط بين العجلات الأمامية والخلفية، مما يمنحها راحة ركوب ناعمة جداً.
غالباً ما يُطلق عليها "مظلة على عجلات"، كانت هيكل السيارة القابل للتحويل ذو التصميم الثابت مزوداً بسقف قماشي كامل العرض قابل للسحب، مما يسمح بحمل الأحمال الكبيرة، وحتى عام 1955 كان يمتد ليغطي صندوق السيارة، ويصل تقريباً إلى أسفل المصد الخلفي للسيارة. قدمت ميشلان أول تصميم جديد ثوري للإطارات الإطار الشعاعي مع تقديم الـ2CV.
url=http://www.proctorcars.com/evolution-of-car-tires/%7Ctitle=Evolution of Car Tires|first=Alex|last=Jefferson|work=Proctor Cars|location=US|access-date=29 August 2020|archive-date=24 September 2020|archive-url=https://web.archive.org/web/20200924103010/http://www.proctorcars.com/evolution-of-car-tires/%7Curl-status=dead}}</ref>
بين عامي 1948 و1990، تم إنتاج أكثر من 3.8 مليون سيارة 2CV، مما جعلها أول سيارة دفع أمامي في العالم تحقق مبيعات تصل إلى مليون سيارة بعد طراز تراكتشن أفانت، الذي أصبح أول سيارة دفع أمامي تباع بأرقام مماثلة. وقد أطلقت منصة 2CV العديد من النسخ؛ وتعرف 2CV ونسخها المشتقة معًا باسم A-Series. تشمل هذه النسخ بشكل ملحوظ سيارات التوصيل المعروفة باسم fourgonnettes، وأمي، وديان، وأكاديان، وميهاري. في المجموع، قامت شركة سيتروين بتصنيع أكثر من 9 ملايين من سيارات 2CV ونسخها المشتقة.
في مراجعة تقنية عام 1953 في مجلة أوتوكار، تم وصف "العبقرية الاستثنائية لهذا التصميم، الذي يعد بلا شك الأكثر أصالة منذ طراز فورد تي". في عام 2011، وصفت صحيفة صحيفة جلوب آند ميل ‏ السيارة بأنها "سيارة لا تشبه أي سيارة أخرى". كتب كاتب السيارات L. J. K. Setright عن الـ 2CV بأنها "أذكى تطبيق للتقليلية نجح كسيارة على الإطلاق"، وأعتبرها سيارة "ذات عقلانية صارمة".
يعكس كل من تصميم وتاريخ الـ 2CV أوجه تشابه كبيرة مع فولكس فاغن بيتل. تم تصوره في الثلاثينيات لجعل السيارات في متناول الأشخاص العاديين لأول مرة في بلدانهم، وبدأت كلا السيارتين الإنتاج على نطاق واسع في أواخر الأربعينيات، حيث تحتويان على محركات مربعة ‏ مكيفة بالهواء في نفس نهاية محور الدفع، مما يلغي الحاجة إلى drive shaft طولي، وتستند على قاعدة عجلات تبلغ 2,400 مـم (94.5 بوصة)، وتستخدم platform chassis لتسهيل إنتاج النماذج المشتقة. تمامًا مثل البيتل، أصبحت الـ 2CV ليست فقط سيارة حققت مبيعات تصل إلى مليون سيارة، بل أيضًا واحدة من القلائل في التاريخ التي استمرت في الإنتاج لجيل واحد لأكثر من أربعة عقود.
تم تطوير نموذج أولي في أواخر التسعينيات تحت اسم "Citroën 2CV 2000". ومع ذلك، لم يدخل هذا النموذج إلى مرحلة الإنتاج.

## التاريخ

### ما قبل الإنتاج
في عام 1934، تولى شركة ميشلان المملوكة للعائلة، باعتبارها أكبر دائن، السيطرة على شركة Citroën المفلسة. كلفت الإدارة الجديدة إجراء دراسة سوقية، تم تنفيذها بواسطة جاك دوكلو. كانت فرنسا في ذلك الوقت تضم عددًا كبيرًا من السكان في المناطق الريفية الذين لم يستطيعوا بعد تحمل تكلفة السيارات؛ استخدمت Citroën نتائج الدراسة لإعداد موجز تصميم لسيارة منخفضة السعر ومتينة "مثل المظلة على أربع عجلات" تمكن أربعة أشخاص من نقل 50 كـغ (110 رطل) من المنتجات الزراعية إلى السوق بسرعة تصل إلى 50 كم/س (30 ميل/س)، إذا لزم الأمر عبر طرق طينية وغير معبدة. في ما يتعلق باقتصاد الوقود، كان من المفترض أن تستهلك السيارة ما لا يزيد عن 3 ل/100 كـم (95 mpg‑imp؛ 80 mpg‑US). كان أحد معايير التصميم يتطلب أن يكون العملاء قادرين على نقل البيض عبر حقل تم حرثه حديثًا دون كسر.
في عام 1936، أرسل بيير بوولنجر (مهندس)، نائب رئيس Citroën ورئيس قسم الهندسة والتصميم، الموجز إلى فريق التصميم الخاص به في قسم الهندسة. كان من المقرر تطوير TPV (Toute Petite Voiture – "سيارة صغيرة جدًا") في سرية في مرافق Michelin في كليرمون فيران وفي Citroën في باريس، بواسطة فريق التصميم الذي أنشأ Traction Avant.
راقب بولاينجر جميع القرارات المتعلقة بـ TPV عن كثب، مقترحًا أوزان مستهدفة مخفضة بشكل صارم. أنشأ قسمًا لوزن وإعادة تصميم كل مكون، لتخفيف الوزن TPV دون المساس بالوظيفة.

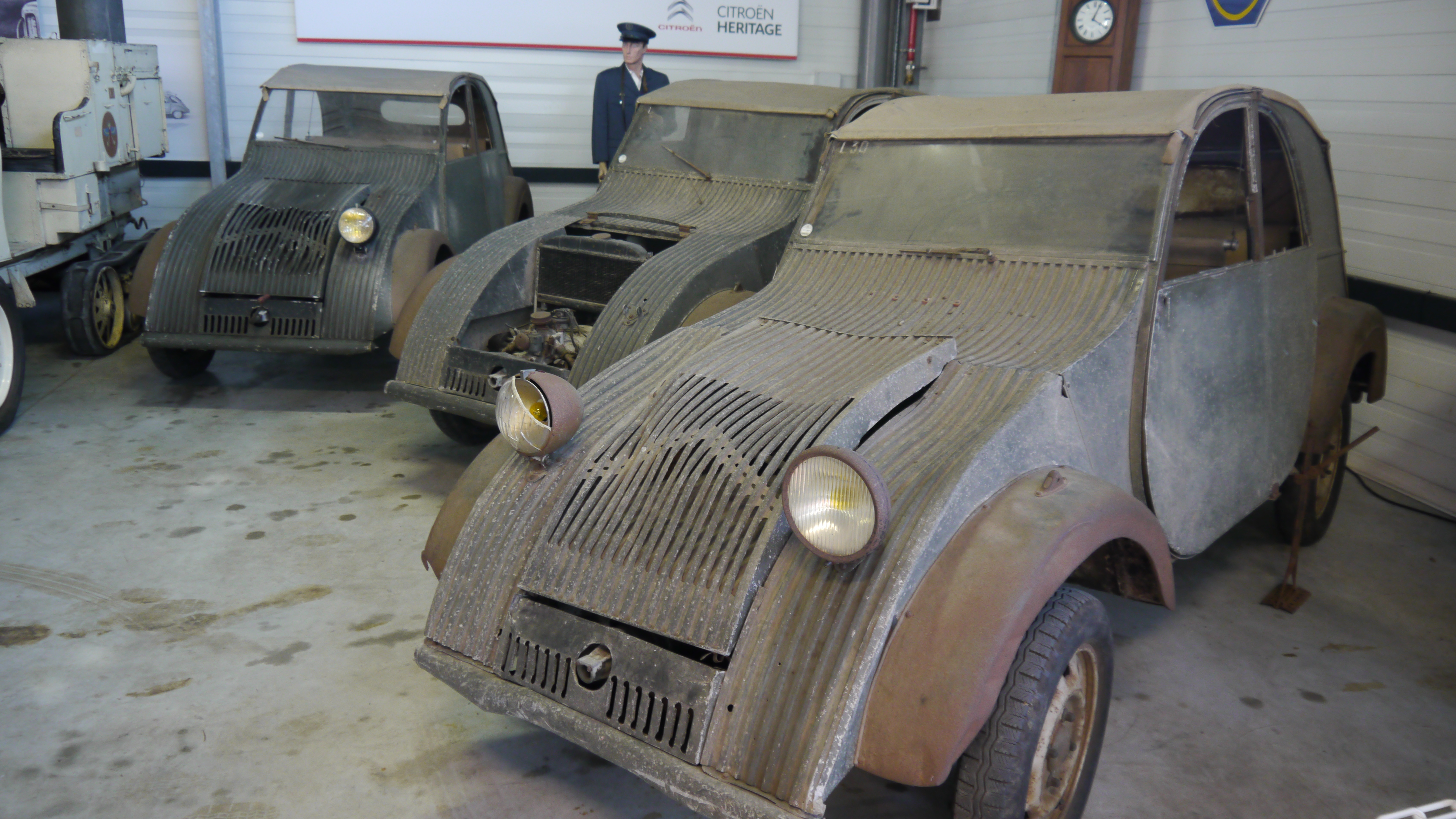
ثلاث سيارات TPVs غير المستعادة

تولى بولاينجر إدارة مشروع TPV المهندس André Lefèbvre. كان ليفيفر قد صمم وسباق سيارات الجائزة الكبرى؛ تخصصه كان تصميم الشاسيه وكان مهتمًا بشكل خاص بالحفاظ على الاتصال بين الإطارات وسطح الطريق.
كانت النماذج الأولية الأولى مجرد هياكل عارية مع أدوات تحكم بدائية ومقاعد وسقف؛ كان سائقو الاختبار يرتدون بدلات طيران جلدية، من النوع المستخدم في الطائرات الثنائية المفتوحة المعاصرة. بحلول نهاية عام 1937، تم بناء واختبار 20 نموذجًا أوليًا تجريبيًا لـ TPV. كان لدى النماذج الأولية مصباح أمامي واحد فقط، وهو ما كان مطلوبًا بموجب القانون الفرنسي في ذلك الوقت. في 29 ديسمبر 1937، توفي بيير ميشلان في حادث سيارة؛ وأصبح بولاينجر رئيسًا لشركة Citroën.
بحلول عام 1939، اعتُبر أن TPV جاهزة، بعد أن تم بناء واختبار 47 نموذجًا أوليًا تقنيًا مختلفًا تم تحسينها تدريجيًا. استخدمت هذه النماذج الأولية أجزاء من الألمنيوم والمغنيسيوم وكانت مزودة بمحركات مسطحة مزدوجة مُبردة بالماء مع دفع أمامي. كانت المقاعد hammock معلقة من السقف بواسطة أسلاك. استخدم نظام التعليق، الذي صممه ألفونس فوره، أذرع قيادية أمامية وأذرع تابعة خلفية، مرتبطة بثمانية قضبان التواء تحت المقعد الخلفي: قضيب لمحور العجلات الأمامية، وآخر لمحور العجلات الخلفية، وقضيب متوسط لكل جانب، وقضيب تحميل زائد لكل جانب. كان محور العجلات الأمامية متصلاً بقضبان الالتواء بواسطة كابل. تم تفعيل قضيب التحميل الزائد عندما كانت السيارة تحتوي على ثلاثة أشخاص على متنها، اثنان في المقدمة وواحد في الخلف، لدعم الحمل الإضافي لراكب رابع وخمسين كيلوغرامًا من الأمتعة.[هل المصدر موثوق به؟]
في منتصف عام 1939، تم إنتاج دفعة تجريبية من 250 سيارة، وفي 28 أغسطس 1939 حصلت السيارة على الموافقة للسوق الفرنسي. تمت طباعة كتيبات وتمت الاستعدادات لتقديم السيارة، التي أعيد تسميتها إلى Citroën 2CV، في معرض باريس للسيارات الذي سيعقد في أكتوبر 1939.
أحد الابتكارات التي شملت منذ بداية الإنتاج كان ميشلان's radial tyre، الذي تم تسويقه لأول مرة مع إطلاق الـ 2CV. هذا التصميم الشعاعي هو جزء أساسي من تصميم شاسيه الـ 2CV.

### الحرب العالمية الثانية
في 3 سبتمبر 1939، أعلنت فرنسا الحرب على ألمانيا بعد غزوها لبولندا. أدت أجواء الكارثة الوشيكة إلى إلغاء معرض السيارات لعام 1939 قبل أقل من شهر من موعد افتتاحه. تم التخلي عن إطلاق الـ 2CV.
خلال الاحتلال الألماني لفرنسا في الحرب العالمية الثانية، رفض بولاينجر التعاون شخصيًا مع السلطات الألمانية لدرجة أن غيستابو أدرجته كـ "عدو للرايخ"، مما جعله تحت تهديد مستمر بالاعتقال والترحيل إلى ألمانيا.
قررت شركة ميشلان (المساهم الرئيسي في Citroën) ومديرو Citroën إخفاء مشروع TPV عن النازيين، خوفًا من تطبيقات عسكرية مثل حالة فولكس فاغن بيتل المستقبلية، التي تم تصنيعها خلال الحرب كـ كوبل واغن العسكرية. تم دفن عدة سيارات TPV في مواقع سرية؛ تم تمويه واحدة كسيارة بيك أب، بينما تم تدمير الأخرى، وقضى بولاينجر السنوات الست التالية يفكر في تحسينات إضافية. حتى عام 1994، عندما تم اكتشاف ثلاث سيارات TPV في حظيرة، كان يُعتقد أنه لم ينجُ سوى نموذجين أوليين. اعتبارًا من عام 2003، كان هناك خمسة TPVs معروفة.[بحاجة لمصدر]
بحلول عام 1941، بعد زيادة أسعار الألمنيوم بنسبة 40%، أظهر تقرير داخلي في شركة Citroën أن إنتاج TPV بعد الحرب لن يكون اقتصاديًا قابلًا للتطبيق، نظرًا للتكاليف المتزايدة المتوقعة للألمنيوم. قرر بولاينجر إعادة تصميم السيارة لاستخدام الفولاذ بشكل أساسي مع الألواح المسطحة، بدلاً من الألمنيوم. حاول النازيون نهب أدوات الضغط في Citroën؛ ولكن تم إحباط ذلك بعد أن حصل بولاينجر على دعم المقاومة الفرنسية لإعادة تسمية عربات السكك الحديدية التي تحتوي عليها في ساحة التجميع في باريس. وانتهى بهم المطاف في جميع أنحاء أوروبا، ولم يكن بولاينجر متأكدًا من أنهم سيعودون جميعًا بعد الحرب. في أوائل عام 1944، اتخذ بولاينجر القرار بالتخلي عن المحرك المائي المكون من أسطوانتين الذي تم تطويره للسيارة والذي كان مثبتًا في نسخ 1939. تم تكليف والتر بيكيا بتصميم وحدة مبردة بالهواء، لا تزال من أسطوانتين، ولا تزال بسعة 375 سم³. كان من المفترض أيضًا أن يصمم بيكيا علبة تروس ثلاثية السرعات، لكنه تمكن من تصميم علبة تروس رباعية السرعات لنفس المساحة بتكلفة إضافية قليلة. في ذلك الوقت، كانت السيارات الفرنسية الصغيرة مثل Renault Juvaquatre وبيجو 202 عادةً ما تحتوي على علب تروس ثلاثية السرعات، كما هو الحال مع طرازات Traction Avant المتوسطة من Citroën - لكن سيارة فيات 500 "توبولينو" الإيطالية من عام 1936 "سيارة الشعب" كانت تحتوي على علبة تروس رباعية السرعات. أقنع بيكيا بولاينجر بأن السرعة الرابعة كانت زيادة في السرعة. ساعد العدد المتزايد من نسب التروس أيضًا في سحب الوزن الإضافي الناجم عن الانتقال من السبائك الخفيفة إلى الفولاذ للجسم والشاسيه. تضمنت التغييرات الأخرى مقاعد بإطارات فولاذية أنبوبية مع نوابض مطاطية وإعادة تصميم الجسم من قبل الإيطالي Flaminio Bertoni. أيضًا، في عام 1944، تم إجراء أول الدراسات حول نظام التعليق الهيدروليكي الهوائي من Citroën باستخدام TPV/2CV.
تأخرت عملية تطوير وإنتاج ما أصبح الـ 2CV أيضًا بسبب الحكومة الفرنسية الاشتراكية القادمة في عام 1944، بعد تحرير الحلفاء من الألمان. لم يسمح "خطة بونس" الخمسية لتقنين إنتاج السيارات واستخدام الموارد النادرة، المسماة على اسم الاقتصادي ومدير صناعة السيارات الفرنسي السابق بول بونس ‏، لشركة Citroën إلا بالوصول إلى فئة السيارات المتوسطة العليا، مع الـ Traction Avant. خصصت الحكومة الفرنسية سوق السيارات الاقتصادية، ومساعدات خطة مارشال الأمريكية، ومعدات الإنتاج الأمريكية وإمدادات الفولاذ، لشركة رينو الجديدة الوطنية لإنتاج رينو 4 سي في. انتهت "خطة بونس" في عام 1949. كانت الطرق الفرنسية بعد الحرب مختلفة تمامًا عن تلك التي سبقتها. ظهرت المركبات التي تجرها الخيول بأعداد كبيرة مرة أخرى. كانت السيارات القليلة ذات محركات الاحتراق الداخلي الموجودة غالبًا تعمل على الغاز المديني المخزن في أكياس الغاز على الأسطح أو غاز الخشب/الفحم من gasifiers على مقطورات. لم يكن هناك سوى 100,000 من السيارات التي كانت موجودة قبل الحرب من أصل مليوني سيارة. كانت تلك الفترة تُعرف باسم "Les années grises" أو "السنوات الرمادية" في فرنسا.

### التطوير
كشفت Citroën عن السيارة في صالون باريس في 7 أكتوبر 1948. كانت السيارة المعروضة متطابقة تقريبًا مع 2CV النوع A التي ستُباع في العام التالي، لكنها كانت تفتقر إلى بدء تشغيل كهربائي، حيث تم اتخاذ قرار إضافته في اليوم السابق لافتتاح الصالون، ليحل محل بداية cord pull التقليدية. كان السقف القماشي يمكن فتحه بالكامل. كان لدى النوع A ضوء توقف واحد، وكان متاحًا فقط باللون الرمادي. كان يتم فحص مستوى الوقود باستخدام عصا قياس، وكان عداد السرعة متصلًا بعمود الزجاج الأمامي. الأداة الأخرى الوحيدة كانت ammeter.[هل المصدر موثوق به؟]

### الإنتاج

#### 1949–1959
في عام 1949، كان أول نموذج مُسلم من 2CV النوع A بسعة 375 سم³، 6.6 كـو (9 hp)، بسرعة قصوى تبلغ 65 كم/س (40 ميل/س)، مع ضوء خلفي واحد فقط ومسّاحة زجاج أمامي مع محرك عمود سرعة؛ كانت سرعة المسّاحة تعتمد على سرعة القيادة. لم يكن هناك مقياس للوقود؛ قدمت Citroën عصا قياس تحت غطاء تعبئة البنزين. كانت 2CV هي السيارة الأولى التي تم تصميمها حول وإطلاقها مع radial tires.
تعرضت السيارة لانتقادات شديدة من قبل الصحافة المختصة بالسيارات وأصبحت موضوعًا للسخرية من قبل الكوميديين الفرنسيين لفترة قصيرة. كتب مراسل مجلة Autocar البريطانية أن الـ 2CV "...هي عمل مصمم قد قبّل سياط التقشف بشغف يكاد يكون ماسوشيًا". وقد علق أحد الصحفيين الأمريكيين بالقول: "هل تأتي مع فتاحة علب؟"
على الرغم من الانتقادات، غمرت Citroën بطلبات العملاء خلال المعرض. كان للسيارة تأثير كبير على حياة شريحة الدخل المنخفض من السكان في فرنسا. كانت الـ 2CV نجاحًا تجاريًا: بعد أشهر من طرحها للبيع، كان هناك قائمة انتظار لمدة ثلاث سنوات، والتي زادت سريعًا إلى خمس سنوات. في ذلك الوقت، كانت الـ 2CV المستعملة أغلى من الجديدة لأن المشتري لم يكن مضطرًا للانتظار. زادت الإنتاج من 876 وحدة في عام 1949 إلى 6196 وحدة في عام 1950.
بدأ الاحترام المتردد يتسرب من الصحافة الدولية: نحو نهاية عام 1951، ظهرت في مجلة Auto, Motor und Sport الألمانية التي تم إطلاقها حديثًا الرأي القائل بأنه، على الرغم من "بشاعتها وبدائيتها" ("Häßlichkeit und Primitivität")، فإن الـ 2CV كانت سيارة "مثيرة للاهتمام للغاية" ("hochinteressantes"). 
في عام 1950، لقي بيير-جول بولاينجر حتفه في حادث سيارة على الطريق الرئيسي من كليرمون-فيراند (موطن ميشلان) إلى باريس.
في عام 1951، حصلت الـ 2CV على قفل الإشعال وقفل باب السائق. وصل الإنتاج إلى 100 سيارة في الأسبوع. بنهاية عام 1951، بلغ إجمالي الإنتاج 16,288. قدمت Citroën 2CV Fourgonnette، وهي شاحنة-panel van. كانت النسخة "Weekend" من الشاحنة تحتوي على مقاعد خلفية قابلة للطي والإزالة ونوافذ جانبية خلفية، مما يمكّن الحرفيين من استخدامها كسيارة عائلية في عطلة نهاية الأسبوع، بالإضافة إلى استخدامها للأعمال خلال الأسبوع.[بحاجة لمصدر]
بحلول عام 1952، بلغ الإنتاج أكثر من 21,000 مع تفضيل الأسواق التصديرية لكسب العملة الأجنبية. كانت سياسة بولاينجر، التي استمرت بعد وفاته، هي: "تعطى الأولوية لأولئك الذين يحتاجون للسفر بالسيارة بسبب عملهم، والذين تكون السيارات العادية باهظة الثمن بالنسبة لهم." تم بيع السيارات بشكل تفضيلي للأطباء البيطريين الريفيين، والأطباء، والقوّامات، ورجال الدين، والمزارعين الصغار. في عام 1954، حصل عداد السرعة على ضوء للقيادة الليلية. في عام 1955، تمت إضافة مؤشرات الجانب للـ 2CV فوق ووراء الأبواب الخلفية. أصبحت السيارة الآن متاحة أيضًا بسعة 425 سم³ (AZ)، 9.2 كـو (12.5 hp) وبسرعة قصوى تبلغ 80 كم/س (50 ميل/س). في عام 1957، تم تركيب نظام تدفئة وتهوية. تغير لون عجلة القيادة من الأسود إلى الرمادي. تم تكبير المرايا والزجاج الخلفي. تم تزيين غطاء المحرك بشريط طولي من الألمنيوم (AZL). في سبتمبر 1957، ظهر الطراز AZLP (P لـ porte de malle، "غطاء صندوق الأمتعة") مع لوحة غطاء صندوق الأمتعة؛ سابقًا، كان يجب فتح السقف القابل للطي من الأسفل للوصول إلى الصندوق. في عام 1958، أنتج مصنع Citroën البلجيكي نسخة ذات جودة أعلى من السيارة (AZL3). كانت تحتوي على نافذة جانبية ثالثة، غير متوفرة في النسخة العادية، مع تفاصيل محسّنة.

#### 1960–1969
في عام 1960، انتهى إنتاج محرك 375 سم³. تم استبدال غطاء المحرك المموج بغطاء لامع ذو خمسة أضلاع. في الوقت نفسه، تم تعديل الشبكة قليلاً (شكل أكثر تسطحًا مع حافة علوية منحنية).[بحاجة لمصدر] تم دمج إشارات الانعطاف المستطيلة في الأجنحة الأمامية على طراز AZAM للتصدير؛ أصبحت دائرية في السيارات بعد عام 1970 عندما تم تركيب المؤشرات في الجزء الخلفي من السيارة أيضًا. نتيجة لذلك، اختفت الفلاشات من مكانها التقليدي العالي على لوحة الثلاثة أرباع الخلفية.
ظهرت 2CV Sahara في ديسمبر 1960. كان بها وحدة إضافية من المحرك وناقل الحركة في الخلف، مركبة بطريقة عكسية تدفع العجلات الخلفية. كان هناك مفتاح تشغيل منفصل للمحرك الثاني ومفتاح خنق. مع وجود عصا تغيير السرعة بين المقاعد الأمامية، كان يتم تشغيل كلا النقلتين في نفس الوقت. لكل من المحركين، كانت هناك خزانات بنزين منفصلة تحت المقاعد الأمامية. كان عنق التعبئة موجودًا في الأبواب الأمامية. كان يمكن تشغيل كلا المحركين (وبالتالي المحاور) بشكل مستقل. كان الإطار الاحتياطي مثبتًا على غطاء المحرك. كانت السيارة تتمتع بقدرة كبيرة على السير في الطرق الوعرة، ولكن بسعر ضعف سعر الـ 2CV القياسية. تم إنتاج 694 منها حتى عام 1968 وواحدة أخرى في عام 1971. تم استخدام العديد منها من قبل البريد السويسري كسيارة توصيل. اليوم، تعتبر سيارات قابلة للجمع بشدة.
أيضًا في عام 1960، تم استبدال غطاء المحرك المموج على طراز Citroën H Van (الذي يتميز بالتموجات المقعرة) (باستثناء طراز Sahara) بغطاء يستخدم ستة تموجات أكبر، وكان يبدو مشابهًا حتى نهاية الإنتاج.[بحاجة لمصدر] كانت الـ 2CV تحتوي على suicide doors في الأمام من 1948 إلى 1964، ثم تم استبدالها بأبواب مفصلية أمامية من 1965 إلى 1990.
في عام 1961، أطلقت Citroën طرازًا جديدًا يعتمد على هيكل 2CV، مع هيكل سيدان بأربعة أبواب ونافذة خلفية مائلة معكوسة: Citroën Ami. في عام 1962، زادت قوة المحرك إلى 10 كـو (14 hp) وسرعة قصوى إلى 85 كم/س (53 ميل/س). تم تركيب فتحة سقف. في عام 1963، زادت قوة المحرك إلى 13 كـو (18 hp). تم استبدال محرك المساحات بمحرك كهربائي. تم استبدال عداد الأمبير بمؤشر شحن. تم نقل عداد السرعة من إطار النافذة إلى لوحة القيادة. بدلاً من عصا القياس، تم تقديم مقياس الوقود.
ابتكر مدير الدعاية كلود بويش حملات تسويقية فكاهية ومبتكرة. كان روبرت ديلبير من وكالة ديلبير مسؤولاً عن الكتيبات. جاء نص الإعلان من جاك وولغنسينجر، مدير العلاقات العامة في Citroën. كان وولغنسينجر مسؤولاً عن الأنشطة الموجهة للشباب مثل "Raids"، و2CV Cross، والسباقات، واستخدام "تين تين"، والشعار "أكثر من مجرد سيارة - أسلوب حياة". تم تقديم مجموعة من الألوان، بدءًا من الأزرق الجليدي في عام 1959، ثم الأصفر في عام 1960. في الستينيات، لحقت إنتاج الـ 2CV بالطلب.[هل المصدر موثوق به؟] في عام 1966، حصلت الـ 2CV على نافذة جانبية ثالثة، مما جعلها تبدو أكبر قليلاً في الحجم. في فبراير 1965، قدمت Citroën بلجيكا طراز 3CV AZAM6 الذي كان يحتوي على محرك 602 سم³، 17 كـو (23 hp) ومحرك محسّن من Ami 6. تم تصنيع هذا الطراز حتى أكتوبر 1967 وتم تصديره أيضًا إلى بعض الأسواق القارية على الرغم من أنه لم يُعرض أبدًا في بلده الأصلي فرنسا.

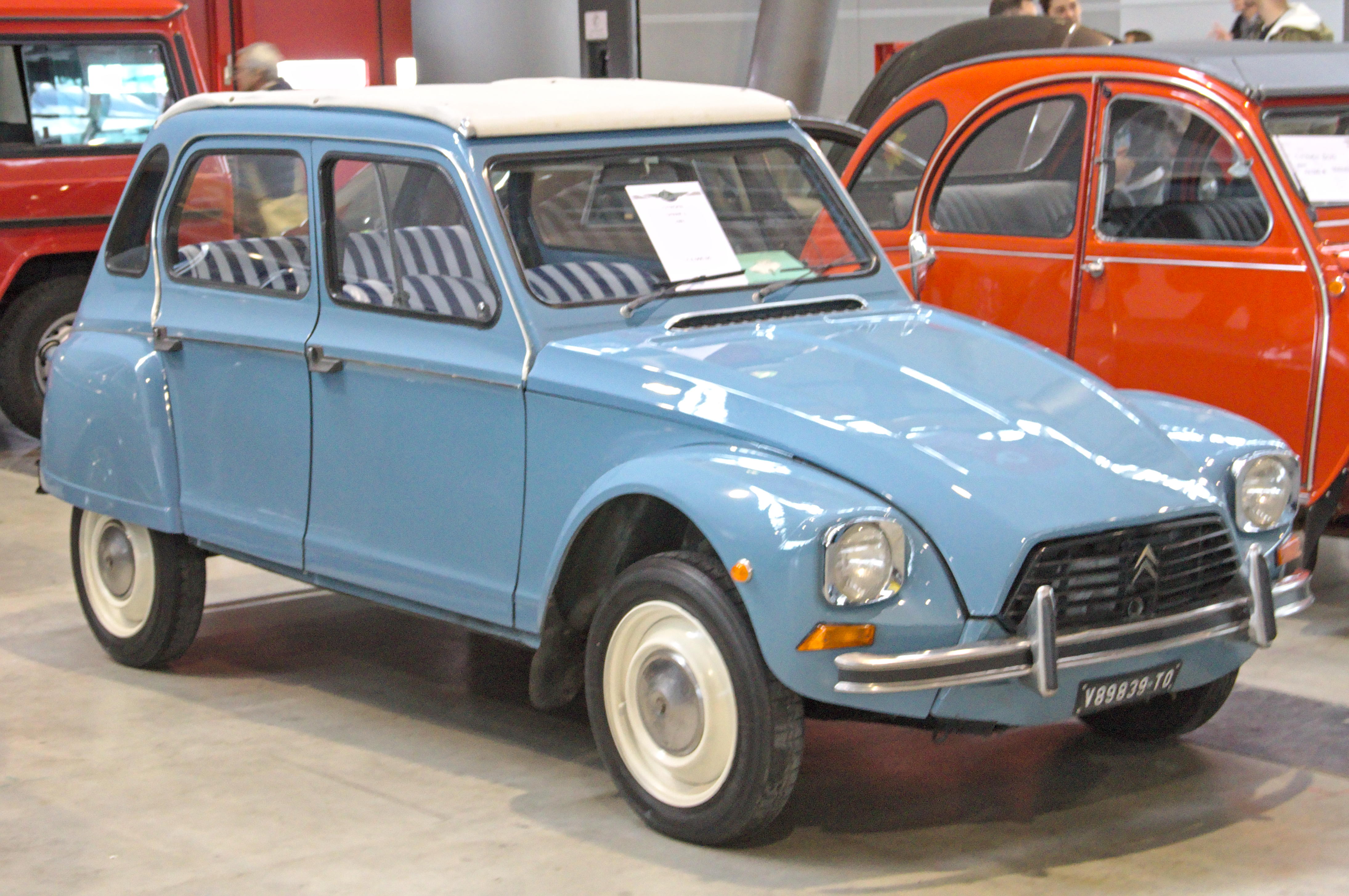
تصميم الـ Dyane أكثر زوايا مقارنةً بـ 2CV (خلفه).

في عام 1967، أطلقت Citroën الطراز الجديد Dyane model، وهو مشتق مباشر يعتمد على هيكل الـ 2CV، مع هيكل محدث ولكنه مشابه، يتميز بـ hatchback يعزز العملية؛ (كان هناك مجموعة hatchback متاحة من وكلاء Citroën للـ 2CV ومجموعات ما بعد البيع كانت متاحة أيضًا). جاء ذلك استجابةً للمنافسة من رينو 4. التصميم الخارجي أكثر حداثة ويتميز بالأضواء المدمجة في الأجنحة وهيكل السيارة. بين عامي 1967 و1983، تم إنتاج حوالي 1.4 مليون سيارة Dyane. كانت الـ Dyane نسخة أكثر تطورًا من الـ 2CV وكانت مخططة في الأصل لتحل محلها، لكن إنتاج الـ 2CV استمر إلى جانبها وفي النهاية عاشت الـ 2CV سبع سنوات أكثر من الـ Dyane. طورت Citroën أيضًا مهياري سيارة دفع رباعي.
ابتداءً من عام 1965، تم عرض السيارة في بعض البلدان، بتكلفة إضافية، مع زيادة حجم محرك flat-2 إلى 602 سم3 (36.7 بوصة3)، على الرغم من أنه لسنوات عديدة استمر توفر محرك أصغر بحجم 425 سم3 (25.9 بوصة3) في فرنسا والأسواق التصديرية حيث حدد حجم المحرك مستويات ضرائب السيارات. تم استبداله بمحرك محدث بحجم 435 سم3 (26.5 بوصة3) في فبراير 1970.[بحاجة لمصدر]

#### 1970–1979
في عام 1970، حصلت السيارة على وحدات إضاءة خلفية من طراز Citroën Ami 6 (602 سم³). ومنذ ذلك الحين، تم إنتاج سلسلتين فقط: 2CV 4 (AZKB) بحجم 435 سم³ و2CV 6 (AZKA) بحجم 602 سم³. يمكن لجميع سيارات 2CV من هذا التاريخ العمل على الوقود غير الرصاصي.[بحاجة لمصدر] كانت سيارات السبعينات تحتوي على مصابيح أمامية مستطيلة بدءًا من عام 1975، باستثناء طراز Spécial. في عام 1971، تم استبدال المقعد الأمامي بمقعدين فرديين. في عام 1972، تم تجهيز سيارات 2CV بحزام أمان ثلاثي النقاط قياسي. في عام 1973، تم تقديم أغطية مقاعد جديدة، وعجلة قيادة مبطنة ذات شعاع واحد، ومبخرات.[بحاجة لمصدر]
كان أعلى إنتاج سنوي في عام 1974. تم تنشيط مبيعات الـ 2CV من خلال أزمة النفط عام 1974. أصبحت الـ 2CV بعد ذلك تمثل بيان نمط حياة الشباب بقدر ما كانت وسيلة نقل وظيفية أساسية. تم تشجيع هذه الشعبية المتجددة من خلال راليات Citroën "Raid" بين القارات في السبعينات حيث يمكن للعملاء المشاركة عن طريق شراء 2CV جديدة، مزودة بمجموعة "P.O." (Pays d'Outre-mer—البلدان الخارجية)، للتعامل مع آلاف الكيلومترات من الطرق الوعرة أو السيئة.
- 1970: باريس–كابول: 1,300 شاب، 500 2CV، 16,500 كـم (10,300 ميل) إلى أفغانستان والعودة.
- 1971: باريس–برسيبوليس: 500 2CV 13,500 كـم (8,400 ميل) إلى إيران والعودة.
- 1973: Raid Afrique، 60 2CV 8,000 كـم (5,000 ميل) من أبيدجان إلى تونس، عاصمة المحيط الأطلسي في كوت ديفوار عبر الصحراء (كان قسم صحراء تينيري غير مُخطط له وكان محظورًا سابقًا على السيارات) إلى العاصمة المتوسطية تونس.[59][60]

كانت رالي باريس إلى برسيبوليس الأكثر شهرة.[هل المصدر موثوق به؟] كانت سباقات "2CV Cross" من Citroën الدائرية/الطرق الوعرة شائعة جدًا في أوروبا.[بحاجة لمصدر]
بسبب معايير الانبعاثات الجديدة، في عام 1975، تم تقليل القدرة من 21 إلى 18 كـو (28 إلى 25 hp). تم استبدال المصابيح المستديرة بمصابيح مربعة، قابلة للتعديل في الارتفاع. تم تركيب شبكة جديدة من البلاستيك.[بحاجة لمصدر]
في يوليو 1975، تم تقديم نموذج أساسي يسمى 2CV Spécial مزودًا بمحرك 435 سم³. بين عامي 1975 و1990 تحت اسم AZKB "2CV Spécial" تم بيع إصدار أساسي بتجهيزات مخفضة بشكل كبير، في البداية كان متوفرًا فقط باللون الأصفر وسقف أسود غير مُعالج. تم تركيب مصدات أنحف مع شريط لاصق بدلاً من شرائط البلاستيك وبدون أجهزة دفع. كما كانت تحتوي على المصابيح المستديرة القديمة، التي تم تركيبها آخر مرة في عام 1974. من أجل الحفاظ على السعر منخفضًا قدر الإمكان، قامت Citroën بإزالة النافذة الجانبية الثالثة، ومبخر السجائر، تقريبًا جميع التجهيزات من السيارة، بينما تم تبسيط ما تبقى بشكل كبير، مثل بطاقات الأبواب المغطاة بالفينيل وأجهزة قفل الأبواب المكشوفة بدلاً من التجهيزات البلاستيكية المقولبة الموجودة في 2CV Club. كانت بعض 2CVs تشترك في أدواتها مع Dyane وH-Van، لكن الـ Spécial كانت تحتوي على عداد سرعة مربع أصغر بكثير يتضمن أيضًا مقياس الوقود، تم تركيبه في الأصل على الـ 2CV في منتصف الستينيات ثم تم إيقافه. كان لهذا الطراز أيضًا نسخة معدلة (وأرخص في التصنيع) من عجلة القيادة ذات الشعاعين من الستينيات بدلاً من العنصر ذو الشعاع الواحد من الـ Dyane، كما هو موجود في الـ Club. بدءًا من معرض باريس للسيارات عام 1978، استعادت الـ Spécial النوافذ الجانبية الثالثة وتوفرت باللونين الأحمر والأبيض. اعتبارًا من منتصف عام 1979، تم تركيب محرك 602 سم³. في يونيو 1981، وصلت الـ Spécial E. كان لهذا الطراز قابض مركزي قياسي واستهلاك منخفض جدًا للوقود في المدينة.

#### 1980–1990
بحلول عام 1980، بدأت الزيادة في مبيعات الـ 2CV عبر أوروبا، التي نتجت عن أزمة الطاقة عام 1973، في التراجع، وكان هناك جيل جديد كامل من superminis وeconomy cars متاح من الشركات المصنعة الأوروبية واليابانية. كانت Citroën نفسها قد أطلقت Visa المتاحة منذ عام 1978. وصل إنتاج الـ 2CV السنوي إلى ذروته في عام 1974 حيث بلغ 163,143 سيارة، ولكن بحلول عام 1980 انخفض هذا الرقم إلى 89,994، وبحلول عام 1983 سيصل إلى 59,673 فقط. ومع ذلك، ظلت السيارة مربحة لـ PSA للإنتاج بسبب تكاليف أدواتها وإعدادها التي تم استهلاكها قبل عدة سنوات، كما كان بإمكانها مشاركة الأجزاء الرئيسية مع نماذج أكثر شعبية أو ربحية مثل Visa وAcadiane. كجزء من هذا الترشيد في عام 1981، تم تجهيز الـ Spécial بشكل قياسي بمحرك 602 سم³، على الرغم من أن نسخة 435 سم³ ظلت متاحة عند الطلب الخاص في بعض البلدان الأوروبية حتى نفاد المخزون.
أيضًا في عام 1981، تم قيادة 2CV6 صفراء من قبل جيمس بوند (روجر مور) في فيلم For Your Eyes Only. كانت السيارة في الفيلم مزودة بمحرك flat-4 من سيتروين جي إس مما ضاعف القوة أكثر من الضعف. في إحدى المشاهد، تنقلب الـ 2CV فائقة الخفة بسرعة ويتم إعادتها إلى وضعها الصحيح يدويًا. أطلقت Citroën إصدارًا خاصًا من الـ 2CV "007" بالتزامن مع الفيلم، وكانت مزودة بمحرك قياسي وطلاء أصفر مع "007" على الأبواب الأمامية وملصقات ثقب الرصاص المزيف.
في عام 1982، حصلت جميع طرازات الـ 2CV على فرامل قرصية أمامية داخلية تستخدم أيضًا سائل LHM ‏ بدلاً من سائل الفرامل التقليدي—وهو نفس السائل الموجود في النماذج الأكبر من Citroën التي تستخدم تعليق هيدروليكي.
في أواخر عام 1986، قدمت Citroën بديلًا لطراز Visa، وهو AX. كان يُعتبر هذا الطراز عمومًا أفضل من Visa وأخذ العديد من مبيعات الـ 2CV المتبقية في فرنسا بعد تقديمه. من 1986 إلى 1987، انخفض إنتاج الـ 2CV بنسبة 20 في المئة ليصل إلى 43,255 سيارة فقط. من هذا الإجمالي، ذهب أكثر من 12,500 سيارة إلى ألمانيا الغربية و7212 إلى المملكة المتحدة. أصبحت فرنسا الآن السوق الثالثة الأكبر للـ 2CV، حيث استحوذت على 7045 سيارة في ذلك العام. وقد قُدِّر أن Citroën كانت تبيع الـ 2CV الآن بخسارة في السوق الفرنسية، لكنها لا تزال تحقق أرباحًا في دول أوروبية أخرى. كانت ذروة مبيعات الـ 2CV في المملكة المتحدة ستصل في عام 1986، بفضل تقديم إصدار خاص شائع يسمى Dolly (انظر أدناه)—حيث تم تسجيل 7520 سيارة جديدة من الـ 2CV في بريطانيا في ذلك العام. شهد هذا العام أيضًا إيقاف طراز Club، الذي كان في ذلك الوقت الطراز الوحيد من الـ 2CV الذي يحتفظ بالمصابيح الأمامية المستطيلة. مما ترك الـ Spécial كطراز الـ 2CV العادي الوحيد، إلى جانب الطرازات الأكثر أناقة مثل Dolly وCharleston والإصدارات الخاصة الأخرى.
في عام 1988، انتهى الإنتاج في فرنسا بعد 40 عامًا. كانت مصنع لوفالوا-بيريه هو المركز العالمي لإنتاج الـ 2CV منذ عام 1948 ولكنه كان قديمًا وغير فعال وتعرض لانتقادات واسعة بسبب ظروف العمل السيئة. تم صنع آخر سيارة 2CV مصنعة في فرنسا في 25 فبراير. اعترافًا بهذا الحدث، كانت آخر 2CV تم تصنيعها في لوفالوا عبارة عن طراز Spécial أساسي بلون رمادي غير قياسي—نفس اللون الذي تم استخدامه في أول سيارات الـ 2CV. استمر إنتاج الـ 2CV في مصنع مانغوالدي في البرتغال، الذي كان أصغر سعة لكنه أكثر حداثة، حتى عام 1990.
في عام 1989، قدمت عدد من الدول الأوروبية معايير الانبعاثات الأوروبية الأولى طواعية قبل الموعد النهائي القانوني في يوليو 1992. وهذا أجبر الـ 2CV على الانسحاب من البيع في النمسا والدنمارك وإيطاليا وإسبانيا والسويد وسويسرا وهولندا، حيث كانت الأخيرة واحدة من أكبر الأسواق المتبقية للسيارة. في ذلك العام، كانت الأسواق الثلاثة الرائدة للـ 2CV هي ألمانيا الغربية (7866)، فرنسا (5231) والمملكة المتحدة (3200).
تم بناء آخر 2CV، وهو طراز Charleston مُعد خصيصًا، في مانغوالدي في 27 يوليو 1990. تم تصنيع 42,365 سيارة 2CV فقط في البرتغال خلال العامين التاليين لانتهاء الإنتاج الفرنسي.
تتمتع السيارات المصنعة في البرتغال، وخاصة تلك التي تم تصنيعها عندما كان الإنتاج في مراحله النهائية، بسمعة في المملكة المتحدة بأنها أقل جودة وأكثر عرضة للتآكل مقارنة بتلك المصنعة في فرنسا. وفقًا لـ Citroën، كان مصنع البرتغال أكثر حداثة من المصنع في لوفالوا بالقرب من باريس، وكان إنتاج 2CV البرتغالي يتم وفقًا لمعايير جودة أعلى.
اعتبارًا من أكتوبر 2016، بقي 3025 سيارة في الخدمة في المملكة المتحدة.

#### طرازات الصالون الخاصة
بدأت نماذج الإصدارات الخاصة مع نموذج SPOT عام 1976 واستمرت مع نموذج Charleston عام 1980، المستوحى من أنماط الألوان الثنائية في نماذج Citroën من عشرينيات القرن الماضي (باللون الرمادي/الأسود، والمارون/الأسود، والأصفر/الأسود). في عام 1981، تم تقديم نموذج 007. في عام 1983، وصل نموذج 2CV Beachcomber إلى المملكة المتحدة؛ حيث كان معروفًا بـ "فرنسا 3" في فرنسا أو "Transat" في أسواق أوروبا القارية الأخرى—حيث رعت Citroën دخول يخت فرنسا في كأس أمريكا في ذلك العام. في عام 1986، تم إصدار نموذج Cocorico. وهذا يعني "صياح الديكة" وتم ربطه بدخول فرنسا في كأس العالم 1986. "الدجاجة الغالية" أو الدجاجة الغالية هي رمز وطني غير رسمي لفرنسا. في عام 1987، جاء نموذج Bamboo، تلاه نموذج Perrier في عام 1988 بالتعاون مع شركة المياه المعدنية.[بحاجة لمصدر]
تم تقديم نموذج Charleston في أكتوبر 1980 كإصدار خاص لموسم واحد، وتم دمجه في النطاق العادي في يوليو 1981 استجابةً لنجاحه "الاستثنائي". من خلال تغيير المكربن لتحقيق 21 كـو (29 hp)، تم تحقيق سرعة قصوى قدرها 115 كم/س (71 ميل/س). شملت التغييرات الأخرى مرآة رؤية خلفية جديدة وفرامل قرصية داخلية في العجلات الأمامية.

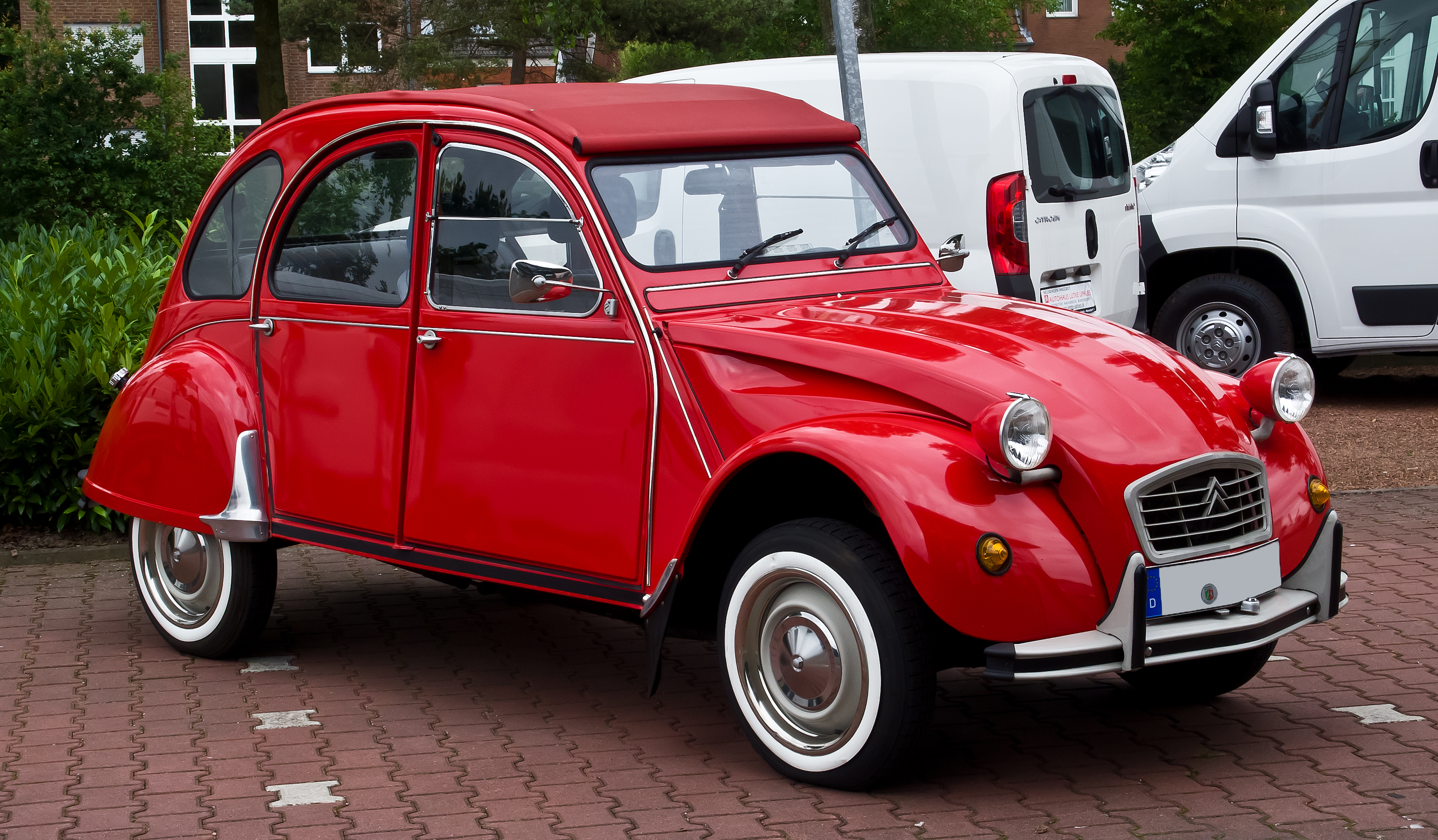
Citroën 2CV6 Club – (2013)

تم تقديم إصدار Dolly الخاص في مارس 1985، باستخدام أنماط ألوان زاهية ثنائية اللون بأسلوب مشابه لأرت ديكو مثل نموذج Charleston الأكثر هدوءًا. في اسمه وأسلوبه والتسويق، كانت الـ Dolly تستهدف بشكل خاص المشترين من النساء، حيث أظهرت الأبحاث في منتصف الثمانينات أن 40% من مشترين الـ 2CV كانوا من النساء. كانت تركيبات الألوان الأصلية المعروضة هي الرمادي/الأبيض، والرمادي/الأحمر، والرمادي/الأصفر. تم بيع جميع هذه السيارات بسرعة، لذا تم إنتاج سلسلة ثانية من نماذج Dolly في سبتمبر بالألوان الأبيض/الأحمر، والأبيض/الأخضر، والبيج/المارون. مع استمرار الطلب على هذه النماذج، جعلت Citroën الـ Dolly عنصرًا دائمًا في مجموعة الـ 2CV. بينما كانت السلسلتان الأوليان، مثل الإصدارات الخاصة الأخرى، مبنية على طراز Club الأكثر رفاهية، كانت الـ Dolly المنتجة مبنية على الطراز الأساسي 2CV Spécial لتوفير نموذج بسعر بين Spécial وClub. كانت الألوان المقدمة على الـ Dolly من عام 1986 هي الأبيض/الأحمر، والبيج/المارون، والأزرق/البيج. في العديد من الأسواق، بما في ذلك ألمانيا والمملكة المتحدة، كانت الـ Dolly أفضل طراز مبيعًا من الـ 2CV، حيث تفوقت على جميع الإصدارات الأخرى مجتمعة في بعض السنوات. استمر نموذج Charleston كأعلى نموذج في النطاق، ولكن تم حذف خيار اللون الأصفر/الأسود من عام 1984.[بحاجة لمصدر] وهذا يعني أنه في الثمانينات كان هناك مجموعة من أربعة نماذج كاملة:
- Spécial
- Dolly (نسخة محسنة من Spécial)
- Club (تم إيقاف إنتاجه في 1987)
- Charleston (نسخة محسنة من Club)

في ألمانيا وسويسرا، تم إطلاق إصدار خاص يسمى "I Fly Bleifrei" ("أطير بدون رصاص") في عام 1986، والذي كان يمكنه استخدام البنزين الخالي من الرصاص، بدلاً من البنزين الرصاصي العادي في ذلك الوقت والبنزين الممتاز الخالي من الرصاص. تم تقديمه بشكل أساسي بسبب معايير الانبعاثات الأكثر صرامة. في عام 1987، تم استبداله بإصدار خاص يسمى "Sausss-duck".[بحاجة لمصدر]

## أسواق التصدير
تم بيع الـ 2CV في الأصل في فرنسا وبعض الأسواق الأوروبية، واستمرت مبيعاتها القوية في آسيا وأمريكا الجنوبية وأفريقيا. خلال السنوات التي تلت الحرب، كانت Citroën مركزة جدًا على السوق المحلية، التي كانت تحتوي على بعض الخصائص الغريبة، مثل puissance fiscale. كانت إدارة ميشلان تدعم Citroën إلى حد ما، ومع نظام تعليق مصمم لاستخدام إطارات ميشلان الجديدة إطار راديالي، أظهرت سيارات Citroën بوضوح تفوقها على إطارات المنافسين. ولكنهم لم يكونوا مستعدين لبدء الاستثمارات اللازمة للـ 2CV (أو الـ سيتروين دي إس) للتنافس حقًا على الساحة العالمية. كانت Citroën دائمًا تعاني من نقص في رأس المال حتى استحواذ بيجو في السبعينيات. تم بيع 9 ملايين وحدة من الـ 2CV، بينما تم بيع 21 مليون وحدة من فولكس فاجن بيتل، التي كانت متاحة في جميع أنحاء العالم.
استمر إنتاج الـ 2CV في بلجيكا من 1952 إلى 1980.

### بريطانيا
استمر الإنتاج في مصنع Citroën في سلاو، إنجلترا من 1953 إلى 1960. حتى ذلك الحين، كانت لوائح البناء والاستخدام البريطانية تجعل السيارات التي تحتوي على فرامل أمامية داخلية مثل الـ 2CV غير قانونية. سمح إنتاج السيارة في بريطانيا لـ Citroën بتجاوز الحواجز التجارية وبيع السيارات في الإمبراطورية البريطانية ودول الكومنولث. وقد حققت بعض النجاح في هذه الأسواق، إلى الحد الذي تم فيه تجهيز جميع سيارات الـ 2CV المصنعة في سلاو بمرشحات هواء محسنة وتعديلات أخرى لتناسب الظروف الوعرة الموجودة في أستراليا وأفريقيا، حيث جذبت متانة الـ 2CV وجودة قيادتها الجيدة على الطرق الوعرة المشترين. ومع ذلك، لم يتم بيع الـ 2CV بشكل جيد في بريطانيا إلى حد ما بسبب تكلفتها المفرطة، نتيجة للرسوم الجمركية على المكونات.
في عام 1959، طلبت البحرية الملكية البريطانية 65 سيارة بيك أب من مصنع سلاو، بعد اختبارات بحرية على متن HMS Bulwark في جزر الهند الغربية والمحيط الهندي خلال عامي 1957-1958، مع طائرات الهليكوبتر Westland Whirlwind من السرب 845 RNAS. كما خدمت البيك أب أيضًا على متن HMS Albion. كانت ستستخدم كوسيلة نقل آلية مع لواء الكوماندوز الثاني والأربعين من المارينز الملكيين، الذي كان يحتاج إلى مركبات قوية وموثوقة للتعامل مع المسارات الجبلية، والتي كانت خفيفة بما يكفي ليتم إنزالها بواسطة طائرات الهليكوبتر من حاملات الطائرات.
في عام 1959، قدمت سلاو نموذجًا فريدًا، وهو نسخة الكوبيه المصنوعة من الألياف الزجاجية المسماة Bijou. تم تصميم هذه السيارة بواسطة بيتر كيروان-تايلور (المعروف بشكل أفضل بعمله مع كولن تشابمان من سيارات لوتس على طراز لوتس إليت في الخمسينات)، ولكن أثبت هيكلها أنه ثقيل جدًا بالنسبة لمحرك 425 سم3 (25.9 بوصة3) ليقدم أداءً كافيًا.
في عام 1975، تم إعادة تقديم الـ 2CV إلى السوق البريطانية في أعقاب أزمة النفط، والتي أدت إلى زيادة الطلب على السيارات الصغيرة، التي استجابت لها معظم الشركات المصنعة بإطلاق سيارات صغيرة من نوع "سوبر ميني"، بما في ذلك رينو 5 وفورد فييستا وفولكس فاجن بولو.
تم إنتاج الموجة الثانية من الـ 2CV للسوق البريطانية في فرنسا ولكنها تجنبت الرسوم الجمركية الباهظة التي كانت موجودة في الخمسينات، لأن المملكة المتحدة كانت حينها عضوًا في السوق الأوروبية المشتركة. في الثمانينات، كانت أفضل الأسواق الأجنبية للـ 2CV هي المملكة المتحدة وألمانيا الغربية.[هل المصدر موثوق به؟]

### أمريكا الجنوبية
تم تصنيع الـ 2CV في شيلي وأوروغواي والأرجنتين لأجل أمريكا الجنوبية.

#### شيلي
استخدم طراز 1953 Citroneta من الـ 2CV المصنوع في شيلي والأرجنتين هيكل نوع AZ مع محرك سعة 425 cc ينتج 8.8 كـو (12 hp). تم تصنيع كل من الهيكل والمحرك في فرنسا بينما تم تصميم وإنتاج هيكل "ثلاثة صناديق" (في نسختين ذات بابين و4 أبواب) في شيلي. كانت هذه السيارة أول سيارة اقتصادية في السوق في شيلي. كان إصدار السبعينات الشيلي مزودًا بمحرك سعة 602 cc بقوة 24 كـو (33 hp)، وتم تسميته AX-330. تم تصنيعه بين عامي 1970 و1978، حيث شهد تغييرات مثل المصدات المختلفة، وسقف صلب، وفرامل قرصية أمامية، ومصابيح أمامية مربعة.
أحد نماذج Citroën FAF، الذي سمي Yagán نسبةً إلى إحدى القبائل الشعوب الأصلية، تم تصنيعه في شيلي بين عامي 1972 و1973. خلال انقلاب شيلي عام 1973، تم استخدام 200 سيارة Yagán من قبل الجيش لدوريات الشوارع والحدود مع بيرو، مزودة بمدافع 106 مـم (4.2 بوصة).[بحاجة لمصدر]

#### أوروغواي
منذ عام 1965، قامت شركة Nordex بإنتاج نسخها الخاصة من سيارة البيك أب والفان من الـ 2CV. بينما كانت الأبواب والهيكل الخلفي (في حالة الفان، السقف أيضًا) مصنوعة من الصلب المدلفن، كانت الأجنحة وغلاف المحرك مصنوعة من الألياف الزجاجية المعززة بالبلاستيك بواسطة شركة Dasur (Danrée، Soler & Bonet). على عكس النموذج الأصلي، تم تصنيع الهيكل على آلة ثني الصفائح المعدنية. بدأ الإنتاج في عام 1966 لطراز "3CV" وطراز Ami 8 في السبعينات.
تم إنتاج Citroën Méhari وRanger في مصنع تجميع أوروغواي بين عامي 1970 و1982. في جهد مشترك، قامت شركة Dasur بصنع الهيكل من الألياف الزجاجية بينما صنعت Nordex الشاسيه، في حين قامت شركة Quintanar ببيع المركبات. تم تصنيع حوالي 14,000 مركبة، تم تصدير 9,000 منها إلى الأرجنتين، وبقيت البقية في الداخل.
بالنسبة للـ Méhari، كان المحرك مزودًا بمحرك بوكسر ثنائي الأسطوانات بسعة 74 مم للخرطوم، و70 مم stroke، وسعة 602 cc وقوة 26 كـو (35 hp) يدفع العجلات الأمامية. وكان الوزن الخالي للمركبة 590 كجم.
تمثل Méhari Ranger تخصصًا وطنيًا. مع هيكل ثابت، أصبحت الـ Méhari سيارة عائلية مع مساحات زجاجية كبيرة. كانت النوافذ الجانبية أمام الأبواب أيضًا بارزة. كما اختلفت فتحات العجلات الخلفية عن النسخة الأصلية. كان وزن هذه المركبة 700 كجم.
اعتبارًا من عام 1978، قامت Nordex بتصنيع Citroën AK 400 باستخدام أجزاء من الأرجنتين وبلجيكا للسوق الأرجنتينية.
كان هناك نموذج آخر تم إنتاجه وهو Citroën BX، الذي تم تصديره إلى البرازيل منذ عام 1992. تم توثيق إنتاج سيتروين زيت إكس لشركة Nordex في عام 1995. في أوروغواي، تم تصنيع سيارات Citroën حتى عام 2002.

#### الأرجنتين
تمتلك شركة Citroën Argentina Sociedad Anónima تاريخًا طويلًا في إنتاج السيارات في الأرجنتين، حيث قامت بإنتاج 223,442 سيارة (جميعها من سلسلة A) من عام 1959 حتى عام 1979. من بين الطرازات التي تم إنتاجها كانت 2CV سيدان، 3CV هاتشباك، شاحنة AZU، شاحنة AK، شاحنة AK 400، AMI 8 و Méhari. كان الطراز المعروف باسم "3CV" نموذجًا خاصًا في الأرجنتين مع تعديلات مختلفة مثل هاتشباك. 
قامت Citroën Argentina S.A. بتصدير الأجزاء إلى فرنسا وإسبانيا وشيلي، بينما تم تصدير السيارات كاملة إلى باراغواي وبوليفيا وكوبا. كما تم تصدير الشاسيهات مع الميكانيك إلى أوروغواي (بعضها عاد إلى المصنع كموديلات مكتملة من Mehari أو AK-400).
أصبحت Citroën Argentina تعتمد على 450 شركة لتصنيع قطع الغيار، حيث تجاوزت نسبة المحتوى المحلي في السيارات 95% بحلول عام 1969. تم إنتاج 2CV مع مقدمة معدلة بشكل كبير تُعرف باسم 3CV IES America حتى الثمانينات بواسطة شركة أرجنتينية اشترت الحقوق والمصنع من Citroën.
إذا كنت ترغب في معرفة المزيد حول نماذج Citroën المختلفة في الأرجنتين أو أي تفاصيل إضافية، يمكنك زيارة الموقع المذكور في الرابط: [Argentinian Citroëns - Méhari - IES - Citrovega](https://web.archive.org/web/20070206164413/http://www.citroen.mb.ca/citroenet/foreign/latin-america/argentina/argentina2.html).

### إيران
في عام 1966، دخلت Citroën إيران مع طراز 2CV. سرعان ما تم استبدال الـ 2CV بـ Jiane، وهو إصدار محلي من Citroën Dyane. كانت السيارات تُصنع في الأصل في إيران في مشروع مشترك بين Citroën وإيران الوطنية حتى ثورة 1979، عندما تم تأميم إيران الوطنية، واستمرت في إنتاج Jiane دون مشاركة Citroën. قامت شركة سايبا (SAIPA) ببناء 120,000 نموذج من الـ Jyane.[بحاجة لمصدر]

## أعداد الإنتاج
قدمت مصنع Citroën عدة نماذج ذات حجم إنتاج كبير على قاعدة عجلات الـ 2CV – مثل Ami؛ وDyane؛ وAcadiane؛ وMéhari. بالإضافة إلى ذلك، تم تصنيع الـ 2CV في مجموعة واسعة من المشاريع المشتركة، وغالبًا ما كانت بتصاميم معدلة.
تُعرف الـ 2CV وجميع متغيراتها مجتمعة باسم A-Series.
| النموذج                                                                           | السنوات | الوحدات                     |
| --------------------------------------------------------------------------------- | ------- | --------------------------- |
| 2CV سيدان ‏                                                                        | 1948-90 | 3,867,932                   |
| 2CV فورغونيت/شاحنة/فان ‏                                                           | 1951-81 | 1,246,299                   |
| 2CV ساهارا 4x4 [الإنجليزية]                                                       | 1958-71 | 694                         |
| أمي 6، أمي 8، أمي سوبر                                                            | 1961-78 | 1,840,396                   |
| Citroën Bijou                                                                     | 1959-64 | 212                         |
| Citroën Dyane                                                                     | 1967-83 | 1,443,583                   |
| Citroën Acadiane                                                                  | 1977-87 | 253,393                     |
| Citroën Méhari 4x2 و 4x4                                                          | 1968-88 | 144,953                     |
| Citroën الأرجنتين Sociedad Anónima 2CV، 3CV، AZU فورغون، AK فورغون، أمي 8، Méhari | 1960-79 | 223,442                     |
| Industrios Eduardo Sal-Lari S.A. (IES) الأرجنتين 3CV                              | 1983-86 | أكثر من 10,000[بحاجة لمصدر] |
| IES الأرجنتين 3 CV أمريكا                                                         | 1986-90 | 836                         |
| IES الأرجنتين 3 CV سوبر أمريكا                                                    | 1987-90 | 3,096                       |
| IES الأرجنتين Méhari سفاري                                                        | 1983-88 | 1,000                       |
| IES الأرجنتين Méhari غرينغا                                                       | 1988-90 | 300                         |
| Nordex Méhari رينجر أوروغواي                                                      | 1970-82 | 14,000                      |
| Citroneta شيلي أريكا                                                              | 1953-79 | 40,030                      |
| ياغان تشيلي                                                                       | 1973–76 | 1,500                       |
| توموس يوغوسلافيا 2CV، ديانا                                                       | 1959-72 | أكثر من 1                   |
| سيموس يوغوسلافيا 2CV6، ديانا، أمي 8                                               | 1972-85 | أكثر من 1                   |
| سيموس يوغوسلافيا داك                                                              | 1981-85 | 2,200                       |
| سيموس يوغوسلافيا جيري                                                             | 1981-85 | 900                         |
| Fiberfab شيربا ألمانيا                                                            | 1975-80 | 250                         |
| Baby Brousse ساحل العاج                                                           | 1963–79 | 1,320                       |
| شركة مساهمة إيرانية لإنتاج سيارات Citroën (SAIPAC) إيران 2CV، جيان، جيان بيك أب   | 1965–80 | 120,000                     |
| SAIPAC إيران Méhari بهيكل معدني                                                   | 1970–79 | 9,315                       |
| نامكو بوني اليونان                                                                | 1974–83 | 16,680                      |
| مها ري غينيا بيساو والسنغال وجمهورية إفريقيا الوسطى                               | 1979–83 | 360                         |
| Citroën Dalat فيتنام                                                              | 1969–75 | 3,850                       |
| إندونيسيا بيبي بروس                                                               | 1982–87 | 480                         |
| Citroën FAF                                                                       | 1977-81 | 1,786                       |
| المجموع                                                                           |         | 9,248,809                   |

## البناء
كانت مستوى التكنولوجيا في سيارة 2CV لعام 1948 ملحوظة في تلك الحقبة. بينما تم تعديل الألوان والمواصفات التفصيلية خلال السنوات الـ 42 التالية، كانت أكبر تغيير ميكانيكي هو إضافة الفرامل الأمامية قرص الفرامل (التي كانت قد تم تركيبها لفترة من الزمن في Citroën Dyane 6 الميكانيكية المماثلة) في أكتوبر 1981 (لسنة الطراز 1982). تم تعزيز موثوقية السيارة من خلال التبسيط الحد الأدنى الذي قام به المصممون، حيث كانت مبردة بالهواء (مع مبرد زيت)، ولم يكن لديها سائل تبريد أو رادياتير أو مضخة ماء أو ثرموستات. كما لم يكن لديها موزع، بل نظام كسر اتصال. باستثناء الفرامل، لم يكن هناك أي أجزاء هيدروليكية في النماذج الأصلية؛ كانت التخميد بواسطة مثبتات الكتلة المنسقة ومثبتات الاحتكاك.
تتميز سيارة 1948 بـ إطارات راديالية، التي كانت قد تم تسويقها للتو؛  دفع بالعجلات الأمامية؛ توجيه عمود التوجيه مثبت داخل عارضة التعليق الأمامية، بعيدًا عن الصدمات الأمامية؛ أغطية خلفية الفندر (تصميم التعليق سمح بتغيير العجلات دون إزالة الأغطية)؛ أجنحة أمامية وخلفية قابلة للإزالة؛ أبواب قابلة للإزالة، غطاء محرك (وغطاء صندوق بعد عام 1960)، بواسطة مفصلات صفائح معدنية من نوع P "تخرج"؛ نوافذ قابلة للفتح، حيث كانت النوافذ القابلة للدوران تعتبر ثقيلة ومكلفة للغاية؛ وسقف قماشي قابل للإزالة بالكامل وغطاء صندوق، مما يمنحها مرونة في حمل الحمولة تكاد تشبه الشاحنة. تم توفير التهوية بالإضافة إلى السقف القابل للإزالة والنوافذ الأمامية القابلة للفتح بواسطة فتحة تحت الزجاج الأمامي. كانت السيارة تحتوي على مصابيح أمامية قابلة للتعديل للتحميل وسخان (كانت السخانات معيارية في السيارات الاقتصادية البريطانية في الستينيات).

### الهيكل
تم بناء الهيكل من هيكل منصة مزدوجة على شكل H هيكل منصة وإطار أنبوبي على نمط الطائرات، وصدفة فولاذية رقيقة جدًا تم ربطها بالهيكل. نظرًا لأن التصميم الأصلي كان يطلب سيارة ذات سرعة منخفضة، لم يتم إعطاء أي اهتمام تقريبًا لـ انسيابية الهواء؛ كان للهيكل Cd قالب:Cd، وهو مرتفع حسب المعايير الحالية ولكنه نموذجي لتلك الفترة.
استخدمت 2CV تصميمًا ثابتًا للسيارة القابلة للتحويل، حيث تبقى الأبواب والعناصر العليا من هيكلها ثابتة على الرغم من أنه يمكن إزالة الأبواب بسهولة أيضًا من خلال رفعها بعيدًا عن السيارة. كما يمكن إزالة غطاء المحرك عن طريق الانزلاق جانبًا للسماح بدخول هواء إضافي في الأيام الحارة جدًا. يمكن لف السقف القماشي القابل للإزالة للخلف، وكان سلة النزهة متاحة للشراء وثابتة على باب الصندوق. هذا يقلل الوزن ويخفض مركز الثقل، ويسمح بحمل أشياء طويلة أو غير منتظمة الشكل، لكن السبب الرئيسي هو أن القماش كان أرخص من الفولاذ الذي كان في نقص وكان مكلفًا بعد الحرب. كان مفهوم التصميم الثابت شائعًا جدًا في هذه الفترة.[بحاجة لمصدر]

### التعليق
كان تعليق 2CV ناعمًا جدًا؛ كان بإمكان الشخص أن يهز السيارة بسهولة من جانب إلى آخر بشكل دراماتيكي. كان الذراع المتأرجح، متصلًا من الأمام إلى الخلف كان نظام التعليق مع فرامل أمامية داخلية لديه كتلة غير متدحرجة أصغر بكثير من تصميمات نوابض لولبية أو نوابض ورقية. تم تعديل التصميم بواسطة مارسيل شينون.
يتكون النظام من اسطوانتين تعليق مثبتتين أفقيًا على كل جانب من هيكل المنصة. داخل الأسطوانات توجد زنبركان، واحد لكل عجلة، مثبت في كل طرف من الأسطوانة. الزنبركات متصلة بذراع التأرجح الأمامية الرائدة وذراع التأرجح الخلفية المتأخرة، التي تعمل مثل ذراع الجرس بواسطة قضبان السحب (قضبان الربط). هذه متصلة بكؤوس تثبيت الزنبرك في منتصف الأسطوانة، حيث يتم ضغط كل زنبرك بشكل مستقل، ضد طرفي الأسطوانة. يتم تثبيت كل أسطوانة باستخدام مجموعة إضافية من الزنبركات، التي كانت مصنوعة في الأصل من الفولاذ، وتسمى "زنبركات فولوت"، وفي الطرازات اللاحقة كانت مصنوعة من المطاط. هذه تسمح بالترابط بين التعليق الأمامي والخلفي. عندما ينحرف العجل الأمامي للأعلى فوق عائق، يضغط قضيب السحب الأمامي الزنبرك الأمامي داخل الأسطوانة، ضد مقدمة الأسطوانة. هذا يضغط أيضًا زنبرك الفولوت الأمامي، مما يسحب الأسطوانة بالكامل للأمام. تلك الحركة تسحب العجلة الخلفية لأسفل على نفس الجانب عبر مجموعة الزنبرك الخلفية وقضيب السحب. عندما تلتقي العجلة الخلفية بذلك العائق بعد لحظة، تفعل الشيء نفسه في الاتجاه المعاكس، مما يحافظ على مستوى السيارة من الأمام إلى الخلف. عندما يتم ضغط كلا الزنبركين على جانب واحد عند السفر حول منعطف، أو تصطدم العجلات الأمامية والخلفية بالعوائق في وقت واحد، فإن القوى المتساوية والمعاكسة المطبقة على مجموعات الزنبرك الأمامية والخلفية تقلل من الترابط.[هل المصدر موثوق به؟] إنه يقلل من التمايل، وهو مشكلة خاصة لتعليق السيارة الناعم.[هل المصدر موثوق به؟]
تم تثبيت الأذرع المتأرجحة بمساند كبيرة على "أنابيب عرضية" تمتد من جانب إلى آخر عبر الهيكل؛ وبالاشتراك مع تأثيرات التعليق المستقل الناعم الممتاز وامتصاص الصدمات، تحافظ على عجلات الطريق على اتصال مع سطح الطريق ومتوازية مع بعضها عبر المحاور عند زوايا عالية من ميل الهيكل. زاوية التوجيه زاوية الكاستر أكبر من المعتاد، مما يضمن أن العجلات الأمامية أقرب إلى العمودية من الخلفية، عند الانعطاف بقوة مع الكثير من ميل الهيكل. يعني التعليق الناعم، والسفر الطويل للتعليق واستخدام الأذرع الرائدة والمتأخرة أنه مع ميل الهيكل أثناء الانعطاف، تزداد قاعدة العجلات في الجهة الخارجية للزاوية بينما تنقص في الجهة الداخلية. مع زيادة الوزن على الزوج الخارجي من العجلات بسبب قوى الانعطاف، تمتد قاعدة العجلات بشكل متناسب، مما يحافظ على توازن وزن السيارة ومركز الاحتكاك ثابتًا، مما يعزز الثبات على الطريق. العامل الرئيسي الآخر في جودة ثباتها على الطريق هو مركز الثقل المنخفض جدًا والموجه للأمام، الناتج عن موقع المحرك وناقل الحركة.
يتكيف نظام التعليق تلقائيًا أيضًا مع الأحمال المختلفة في السيارة - مع وجود أربعة أشخاص وحمولة على متنها، تزداد قاعدة العجلات بحوالي 4 سم (2 بوصة) مع انحراف التعليق، وتزداد زاوية الكاستر للعجلات الأمامية بمقدار يصل إلى 8 درجات، مما يضمن أن جودة الركوب والتعامل مع السيارة والثبات على الطريق لا تتأثر تقريبًا بالوزن الإضافي. في السيارات القديمة، تم تركيب ممتصات صدمات احتكاك (مثل نسخة جافة من تصميم القابض متعدد الصفائح) عند تثبيت الأذرع المتأرجحة الأمامية والخلفية على الأنابيب العرضية. نظرًا لأن الفرامل الخلفية كانت خارجية، فقد كانت تحتوي على ممتصات صدمات كتلة منسقة إضافية لتخفيف ارتداد العجلات الناتج عن الكتلة غير المتدحرجة الإضافية. كانت النماذج اللاحقة تحتوي على ممتص صدمات كتلة منسقة ("باتور") في الأمام (لأن الذراع الرائدة كانت لديها مزيد من القصور الذاتي و"الاهتزاز" مقارنة بالذراع المتأخرة)، مع ممتصات صدمات هيدروليكية تلسكوبية أمامية وخلفية. ألغى تحسين امتصاص الصدمات الهيدروليكي الحاجة إلى ممتصات الصدمات الخلفية. تم تصميمه ليكون راحة مريحة من خلال مطابقة الترددات التي تواجهها حركة الإنسان الثنائية القوائم.
ضمان تصميم التعليق هذا أن عجلات الطريق تتبع تضاريس الأرض تحتها عن كثب، بينما تعزل السيارة عن الصدمات، مما يتيح لـ 2CV القيادة على حقل مزروع دون كسر أي بيض، كما تطلب التصميم. والأهم من ذلك، أنه يمكن أن يقود بشكل مريح وآمن بسرعات معقولة، على الطرق الوطنية الفرنسية التي كانت سيئة الصيانة ومتضررة من الحرب بعد الحرب. كانت تُقود بشكل شائع "Pied au Plancher" — "القدم على الأرض" من قبل مالكيها الفلاحين.

### الدفع بالعجلات الأمامية وناقل الحركة
طورت شركة سيتروئن خبرة في الدفع بالعجلات الأمامية بفضل سيارة Traction Avant الرائدة، التي كانت أول سيارة من الصلب أحادية الهيكل ذات دفع أمامي تُنتج بكميات كبيرة في العالم. كانت 2CV مزودة في الأصل بوصلة متزحلقة ذات أخاديد، ومفاصل كوكز مزدوجة على عمود الدفع؛ استخدمت النماذج اللاحقة مفاصل سرعة ثابتة ووصلات متزحلقة.[بحاجة لمصدر]
كان ناقل الحركة عبارة عن ناقل حركة يدوي بأربع سرعات، وهي ميزة متقدمة في سيارة منخفضة التكلفة في ذلك الوقت. كان عصا التروس تخرج أفقيًا من لوحة القيادة مع المقبض منحنيًا للأعلى. كان لديها نمط تغيير غريب: كانت السرعة الأولى للخلف على اليسار، والثانية والثالثة في خط مستقيم، وكانت الرابعة (أو S) يمكن تفعيلها فقط عن طريق تدوير العصا إلى اليمين من السرعة الثالثة. كانت السرعة العكسية مقابل السرعة الأولى. كانت الفكرة هي وضع أكثر التروس استخدامًا مقابل بعضها البعض—لركن السيارة، السرعة الأولى والعكس؛ للقيادة العادية، الثانية والثالثة. تم اعتماد هذا التصميم من ناقل الحركة ثلاثي السرعات لسيارة H-van. كانت النماذج اللاحقة تحتوي على خيار لقابض شبه أوتوماتيكي يسمح للمستخدم بتفعيل السرعة الأولى والانتظار عند إشارات المرور مع وضع القدم على الفرامل فقط.[بحاجة لمصدر]

### أخرى
كانت مساحات الزجاج الأمامي تعمل بنظام ميكانيكي بحت: كابل متصل بناقل الحركة؛ لتقليل التكلفة، كان هذا الكابل يعمل أيضًا على تشغيل عداد السرعة. لذلك كانت سرعة المساحات تعتمد على سرعة السيارة. عندما كانت السيارة ثابتة، لم تكن المساحات تعمل؛ وبالتالي، كان هناك مقبض تحت عداد السرعة يسمح بتشغيلها يدويًا. لم يكن يمكن استخدام المساحات وعداد السرعة في نفس الوقت. بدءًا من عام 1962، كانت المساحات تعمل بواسطة محرك كهربائي أحادي السرعة. جاءت السيارة مع عداد سرعة فقط ومقياس للتيار الكهربائي.[بحاجة لرقم الصفحة]
تصميم سيارة 2CV يسبق اختراع فرامل الأقراص، لذا فإن السيارات التي تم إنتاجها بين عامي 1948 و1981 تحتوي على فرامل أسطوانية على جميع العجلات الأربع. في أكتوبر 1981، تم تركيب فرامل قرص أمامية. تستخدم سيارات الفرامل القرصية سائل LHM الأخضر – زيت معدني – الذي لا يتوافق مع سائل الفرامل القائم على الجليكول القياسي. كانت فرامل القرص مُبردة بواسطة الهواء القسري من خلال قنوات تجلب الهواء من حجرة مروحة المحرك، مما يقلل بشكل كبير من احتمال ارتفاع درجة حرارة الفرامل أو التلاشي في الاستخدام المكثف – خاصة أثناء الانحدارات الطويلة في ظروف الصيف الحارة في جبال الألب وغيرها من المناطق الجبلية.

## المحركات

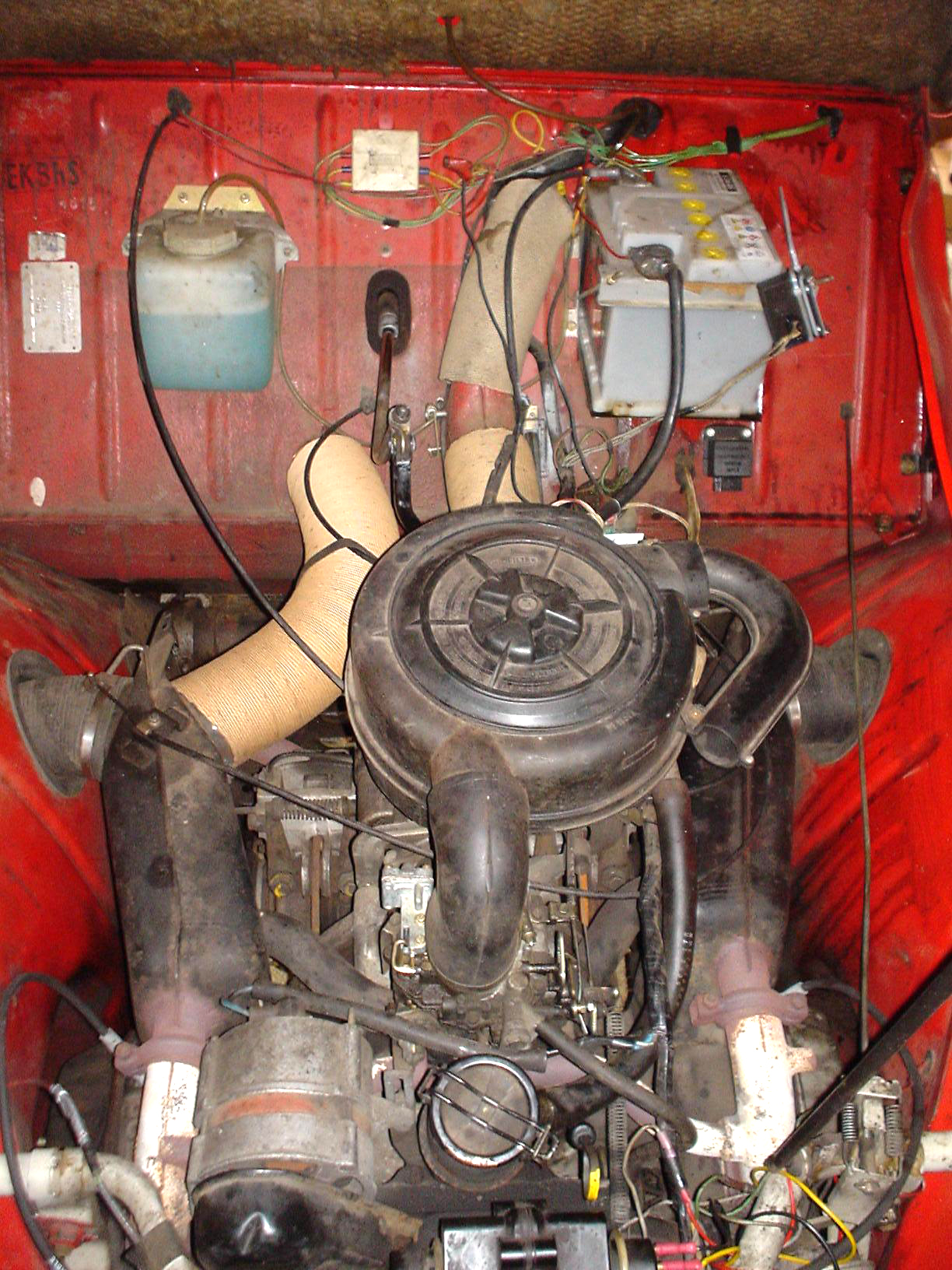
حجرة محرك 2CV6، ما بعد 1981 (مع فرامل قرص داخلية)

رسم تخطيطي لنظام إشعال 2CV

حركة مكابس المحرك المسطح المزدوج، قضبان التوصيل والعمود المرفقي

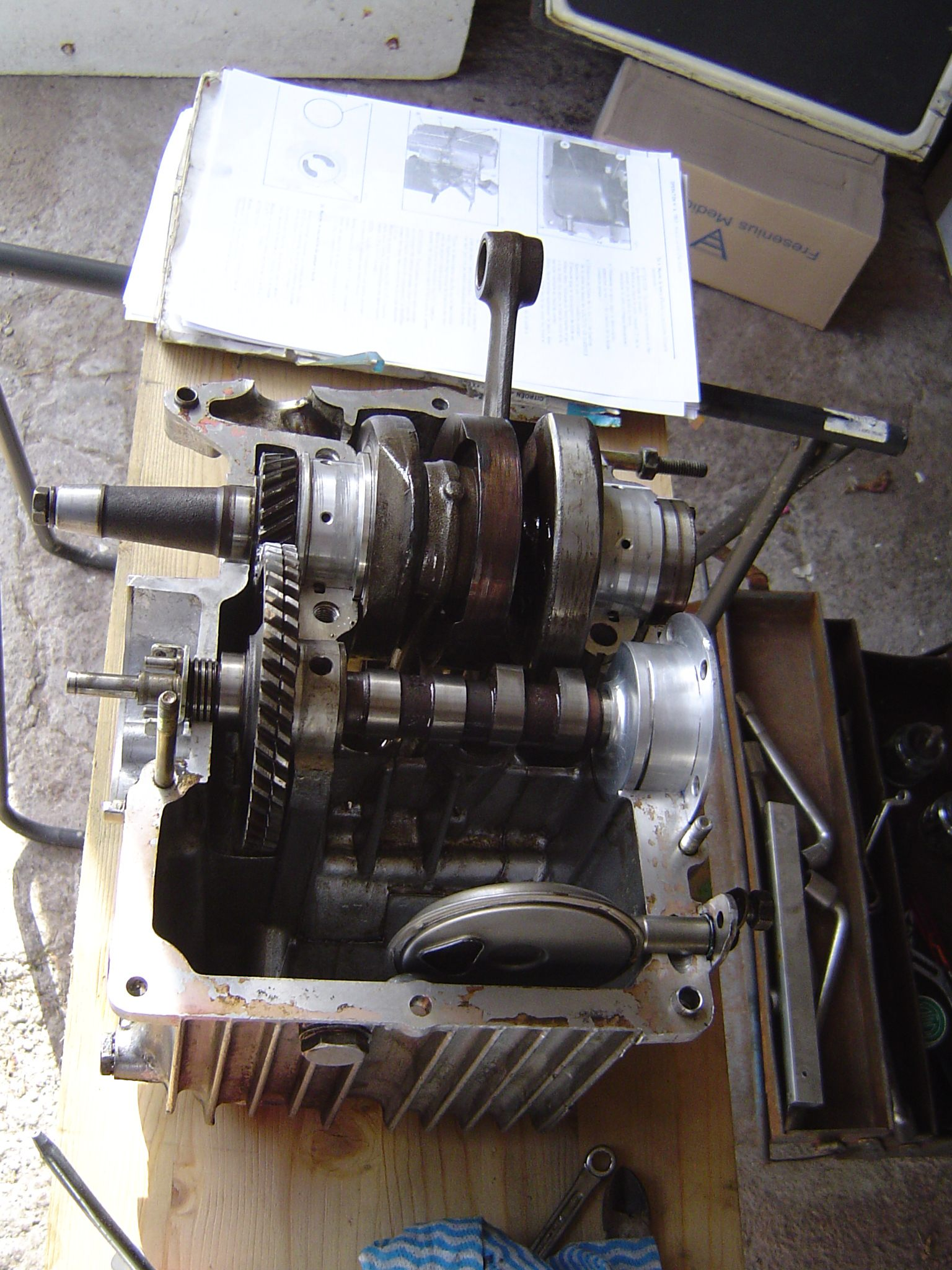
محرك 2CV المسطح المزدوج مقطوع مع إزالة المكبس – يظهر قضيب التوصيل، العمود المرفقي، حجرة العمود المرفقي، عمود الكامات، تروس توقيت مفصولة بنابض وموصل زيت المحرك

تم تصميم المحرك بواسطة والتر بيكيا ولوسيان جيرارد، مع إشارة إلى محرك دراجة نارية كلاسيكي من نوع بي إم دبليو بوكسر. كان المحرك هو محرك هوائي مُبرد، مزدوج مسطح، رباعي الأشواط، بسعة 375 سم³ يعمل بصمامات تعمل بواسطة قضبان دفع وحجرة احتراق نصف كروية. كانت أول نموذج تنتج 9 hp DIN (6.6 كـو). تم تقديم محرك بسعة 425 سم³ في عام 1955 مع إنتاج أولي 12 hp (8.8 كـو)، زيد لاحقًا إلى 18 hp (13.2 كـو)، وتبعه في عام 1970 محرك بسعة 602 سم³ ينتج 28 hp (20.6 كـو) عند 7000 دورة في الدقيقة. مع محرك 602 سم³، تم رفع تصنيف الضريبة إلى فئة 3CV، لكن الاسم ظل دون تغيير. تم تقديم محرك بسعة 435 سم³ في نفس الوقت ليحل محل وحدة 425 سم³؛ كانت سيارة المحرك 435 سم³ تُسمى 2CV 4 بينما أخذت السيارة 602 سم³ الاسم 2CV 6 (نسخة في الأرجنتين أخذت الاسم 3CV). تطور محرك 602 سم³ إلى M28 مع 33 hp (24.3 كـو) في عام 1970؛ كان هذا هو أقوى محرك تم تركيبه في 2CV. تم تقديم محرك جديد بسعة 602 سم³ ينتج 29 hp (21.3 كـو) عند سرعة أبطأ تبلغ 5750 دورة في الدقيقة في عام 1979، ليكون الإصدار النهائي. كان هذا المحرك أقل قوة، وأكثر كفاءة، مما يسمح باستهلاك وقود أقل وسرعة قصوى أفضل، على حساب تسارع أقل. يمكن لجميع سيارات 2CV المزودة بمحرك M28 العمل على البنزين غير الرصاصي.
استخدمت 2CV نظام إشعال شرارة مهدرة للبساطة والموثوقية، وكان لديها توقيت إشعال مُدار بالسرعة فقط، دون تقديم فراغ يأخذ في الاعتبار حمل المحرك. تم لحام مجمعات السحب ومجمع العادم معًا في وحدة واحدة، مع أنبوب العادم وممر السحب متقابلين مباشرة تحت الكربوراتور في "غرفة حرارية" موسعة. كانت حرارة العادم تسخن كل من المعدن وخلطة الهواء/الوقود داخل الغرفة، مما يضمن التبخر الكامل للتبخر للوقود لتحقيق كفاءة احتراق أكبر. كما كانت الغرفة تعمل كخزان لخلطة الوقود/الهواء أسفل جسم الكربوراتور، مما يسمح لكل أسطوانة بسحب كمية متساوية ومتوازنة من الخليط لمزيد من الكفاءة وسلاسة التشغيل. كانت مبدأ الغرفة الحرارية مناسبًا بشكل خاص لمحرك يعمل عند فتح الخانق بالكامل وأحمال ثقيلة لفترات طويلة، كما هو مقصود لـ 2CV، عندما يكون صمام الخانق في الكربوراتور مفتوحًا بالكامل، ستكون فراغ المجمع منخفضة ودرجات حرارة العادم عالية.
على عكس السيارات الأخرى المُبردة بالهواء (مثل فولكس فاغن بيتل وفيات 500)، لم يكن لمحرك 2CV صمام ثرموستات في نظام الزيت. كان يحتاج المحرك إلى مزيد من الوقت للوصول إلى درجة حرارة التشغيل العادية في الطقس البارد. كان كل الزيت يمر عبر مُبرد زيت خلف المروحة ويتلقى التأثير الكامل للتبريد بغض النظر عن درجة حرارة الهواء المحيط. هذا يُزيل خطر ارتفاع درجة الحرارة الناتج عن ثرموستات عالق يمكن أن يؤثر على المحركات المُبردة بالماء والهواء، ويمكن للمحرك تحمل ساعات عديدة من التشغيل تحت أحمال ثقيلة عند سرعات محرك عالية حتى في الطقس الحار. لمنع المحرك من العمل بشكل بارد في الطقس البارد (ولتحسين أداء سخان المقصورة) تم تزويد جميع سيارات 2CV بغطاء شبكة (قماش في السيارات القديمة وقطعة بلاستيكية قابلة للتثبيت تُسمى "مف" في دليل المالك، في النماذج اللاحقة) التي كانت تحجب حوالي نصف الفتحة لتقليل تدفق الهواء إلى المحرك.[بحاجة لمصدر] مثل العديد من محركات السيارات المُبردة بالهواء الأخرى، كان خزان الزيت في 2CV واسعًا وضحلًا، مُشكلًا من امتدادات لصب العمود المرفقي على شكل حرف T مقلوب. كان الجزء الخارجي للخزان مُشكلًا بشفرات تبريد وبارزًا تحت مستوى قضبان الهيكل، مما يعرض الخزان لتدفق الهواء أثناء قيادة السيارة. ضمنت شكل الخزان أن أكبر قدر ممكن من الزيت الموجود بداخله يكون قريبًا من المعدن المبرد في الأسفل، مما يساعد أكثر في تنظيم درجة حرارة الزيت. كما كان تأثير التبريد، كما هو الحال مع مُبرد الزيت، غير مُنظم ويتفاوت بشكل كبير اعتمادًا على درجة حرارة الهواء وسرعة السيارة وحمل المحرك.
ركز تصميم المحرك على تقليل الأجزاء المتحركة. كان مروحة التبريد ودينامو مُدمجين بشكل كامل مع العمود المرفقي الأحادي، مما يُلغي الحاجة إلى أحزمة نقل الحركة. كما تم تقليل استخدام حشوات، التي تُعتبر نقطة ضعف محتملة أخرى للفشل والتسرب، إلى الحد الأدنى. تم توصيل رأس الأسطوانة بأسطوانات المحرك بواسطة مفاصل مصقولة بدقة عالية، كما هو الحال مع النصفين من خزان العمود المرفقي وغيرها من المفاصل السطحية.
جنبًا إلى جنب مع الفجوات الضيقة بين الأجزاء، كان نقص الحشوات في المحرك ممكنًا بفضل نظام تهوية خزان العمود المرفقي فريد من نوعه. في أي محرك مزدوج الأسطوانة مثل محرك 2CV، ينقص حجم خزان العمود المرفقي بسعة المحرك عندما تتحرك المكابس معًا. هذا، بالإضافة إلى الكمية الصغيرة الحتمية من "التسرب" من الغازات الاحتراق التي تمر عبر المكابس، يؤدي إلى ضغط إيجابي في خزان العمود المرفقي يجب إزالته من أجل كفاءة المحرك ومنع التسربات الزيتية والغازية. يتمتع محرك 2CV بتجميع مشترك لـ "تنفس" المحرك وملء الزيت يحتوي على سلسلة من صمامات القراءة المطاطية. تسمح هذه للصمامات بإطلاق الضغط الإيجابي من خزان العمود المرفقي (إلى مدخل الهواء للمحرك ليعاد تدويره) لكن تغلق عندما ينخفض الضغط في خزان العمود المرفقي مع تحرك المكابس بعيدًا. نظرًا لطرد الغاز وعدم السماح بدخوله، فإن ذلك يخلق فراغًا طفيفًا في خزان العمود المرفقي بحيث يتسبب أي وصلة ضعيفة أو ختم فاشل في سحب الهواء بدلاً من السماح بتسرب الزيت.
بالإضافة إلى الميزات المصممة من أجل المتانة والكفاءة، كانت محركات 2CV المبكرة تحت التعديل بشكل ملحوظ، مما جعلها تنتج طاقة أقل بكثير مما كان ممكنًا نظريًا. كانت المحرك الأصلي بسعة 375 سم³ يحتوي على مسارات سحب ذات قطر صغير بشكل متعمد وكربوراتور صغير القطر مع أحجام بخاخ وقود محافظة. وقد أدى ذلك إلى تقييد كل من قدرة المحرك القصوى وسرعته الدورانية القصوى إلى ما هو بعيد عن الحدود الفعلية لمكوناته، مما يضمن أنه، مهما كانت صعوبة قيادته، وبغض النظر عن درجات الحرارة القصوى، لن يقترب من حدوده النهائية. كان المحرك بسعة 375 سم³ ينتج 6.6 كـو (9 hp) عند 3500 دورة في الدقيقة وعزم الدوران الأقصى عند 2000 دورة في الدقيقة. كانت العديد من التحسينات في القدرة الناتجة التي تم إدخالها على محرك 2CV خلال فترة إنتاجه نتيجة لإزالة القيود الأصلية المدمجة مع كربوراتورات ومجمعات وصمامات أكثر كفاءة. تم رفع سرعة ذروة القدرة إلى 4200 دورة في الدقيقة لمحرك 425 سم³ الذي ينتج 9.2 كـو (12.5 hp) منذ عام 1955، و4500 دورة في الدقيقة منذ عام 1962 و5000 دورة في الدقيقة - مع 13 كـو (18 hp) - منذ عام 1963. جعلت المحركات الجديدة بسعة 602 سم³ و435 سم³ التي تم تقديمها في عام 1970 قدرتها عند 6750 دورة في الدقيقة - تقريبًا ضعف سرعة المحرك الأصلي من عام 1948 ولكن مع تغييرات قليلة جدًا في التصميم الداخلي للمحرك أو مكوناته. إذا كان المحرك الأصلي بسعة 375 سم³ يتمتع بنفس كثافة القدرة كما هو الحال في النسخة الأصلية 24 كـو (33 hp) بسعة 602 سم³، لكان قد أنتج 14 كـو (19 hp)، وهو أكثر من ضعف خرج الطاقة المسجل له. عاد المبدأ الأصلي القائم على تقييد سرعة المحرك بشكل متعمد في عام 1979 لمحرك M28 بسعة 602 سم³ المعدل، الذي تم تعديل كربوراتوره وعمود الكامات الخاص به لجعل الطاقة أقل عند سرعة أقل تبلغ 5750 دورة في الدقيقة من أجل تقليل استهلاك الوقود العام وتحسين عزم الدوران. حتى النسخ الأكثر تعديلًا من محرك 2CV المصنع لا تقترب من الحدود العليا الفعلية للوحدة - تستخدم سيارات 2CV في سلسلة سباقات السيارة محركات قياسية تم تعديلها لتنتج حوالي 33 كـو (45 hp) والتي لا تزال تُثبت موثوقيتها حتى في مسابقات التحمل الطويلة التي تستمر 24 ساعة.
جعلت هذه الميزات التصميمية محرك 2CV موثوقًا للغاية؛ حيث تم تشغيل المحركات التجريبية بسرعتها الكاملة لمدة 1000 ساعة في كل مرة، وهو ما يعادل قيادة 80,000 كـم (50,000 ميل) عند الخانق الكامل. كما يعني ذلك أن المحرك كان "مغلقًا مدى الحياة"—على سبيل المثال، كان استبدال محامل الطرف الكبير يتطلب معدات متخصصة لتفكيك وإعادة تجميع العمود المرفقي المركب، وحيث أن هذه المعدات غالبًا ما لم تكن متاحة، كان يجب استبدال العمود المرفقي بالكامل. المحرك مُجهد بشكل قليل وطويل العمر، لذا فإن هذه ليست قضية كبيرة.[بحاجة لمصدر]
إذا فشل محرك البدء أو البطارية، كانت 2CV تحتوي على خيار التشغيل اليدوي، حيث كان مقبض الرافعة يعمل كأداة بدء من خلال الأنياب الموجودة في مقدمة العمود المرفقي في مركز المروحة. كانت هذه الميزة، التي كانت شائعة في السيارات سابقًا ولا تزال شائعة في عام 1948 عندما تم تقديم 2CV، محتفظ بها حتى نهاية الإنتاج في عام 1990.[بحاجة لمصدر]

## الأداء
فيما يتعلق بأداء 2CV وتسارعها، كان يُ joked أنه يمكنها الانتقال "من 0 إلى 60 كم/س في يوم واحد". كان النموذج الأصلي لعام 1948 الذي أنتج 6.6 كـو (9 hp)[بحاجة لرقم الصفحة] لديه زمن من 0–40 كم/س (0–25 ميل/س) قدره 42.4 ثانية وسرعة قصوى تبلغ 64 كم/س (40 ميل/س)، وهو أقل بكثير من السرعات اللازمة للطرق السريعة في أمريكا الشمالية أو الطرق السريعة الألمانية في ذلك الوقت. زادت السرعة القصوى مع زيادة حجم المحرك إلى 80 كم/س (50 ميل/س) في عام 1955، و84 كم/س (52 ميل/س) في عام 1962، و100 كم/س (62 ميل/س) في عام 1970، و115 كم/س (71 ميل/س) في عام 1981.
كانت آخر تطورات محرك 2CV هي محرك ستروين فيزا المسطح المزدوج، بسعة 652 سم³ مع إشعال إلكتروني. لم تقم Citroën ببيع هذا المحرك في 2CV، لكن بعض الهواة حولوا سياراتهم 2CV إلى محركات 652، أو حتى قاموا بزراعة محركات سيتروين جي إس أو GSA ذات الأربعة أسطوانات وعلب التروس.
في منتصف الثمانينات، أجرى محرر مجلة Car ستيف كروبيلي تجربة وقدم تقريرًا عن سيارة 2CV مزودة بشاحن توربيني بسعة 602 سم³ تم تطويرها بواسطة المهندس ريتشارد ويلشر.[هل المصدر موثوق به؟]

## نهاية الإنتاج
تم إنتاج 2CV لمدة 42 عامًا، حيث استسلمت أخيرًا لمطالب العملاء بالسرعة، التي تراجعت فيها هذه التصميم القديم بشكل ملحوظ عن السيارات الحديثة، وكذلك السلامة. على الرغم من أن الجزء الأمامي من الهيكل كان مصممًا للثني، لتشكيل منطقة الانهيار وفقًا لكتيب Citroën لعام 1984، إلا أن سلامتها قوة التصادم كانت ضعيفة جدًا وفقًا للمعايير الحديثة، مثلها مثل غيرها من السيارات الصغيرة في تلك الحقبة.[بحاجة لمصدر] (بدأت الدوافع لتحسين السلامة في أوروبا من التسعينيات فصاعدًا، وتزايدت مع ظهور البرنامج الأوروبي لتقييم السيارات الجديدة ‏ في عام 1997.) تم تجاهل أو سوء فهم الهندسة المتقدمة الأساسية الخاصة بها من قبل الجمهور، حيث كانت مُلبسة بجسم عتيق. كانت موضوعًا للكثير من النكات، أشهرها من قبل جاسبر كارو في المملكة المتحدة ("إذا اصطدمت سيارة Citroen 2CV بأرنب، فإن السيارة ستكون مُدمرة بينما من المحتمل أن يفكر الأرنب أن شيئًا ما عالق في أذنه"، "فقط الفرنسيون يمكنهم صنع سيارة مثل هذه ثم يبيعونها للبريطانيين"، "سيارة على شكل سلطعون مقلوب مزودة بعجلات").
حاولت Citroën استبدال 2CV متعددة الاستخدامات عدة مرات (مع ديان، فيزا، وAX). أصبح مظهرها العتيق بشكل كوميدي ميزة للسيارة، وأصبحت منتجًا في سوق نيتش يُباع لأنه كان مختلفًا عن أي شيء آخر معروض للبيع. بسبب أسلوبها الاقتصادي البسيط، أصبحت شائعة بين الأشخاص الذين أرادوا الابتعاد عن الاستهلاكية السائدة - "الهبيون" - وكذلك بين نشطاء البيئة.[بحاجة لمصدر]
على الرغم من عدم كونها بديلًا لـ 2CV، إلا أن سيارة AX سيارة صغيرة، التي تتسم بالبساطة باستثناء خفتها الاستثنائية، بدت وكأنها تلبي متطلبات صانعي السيارات في مستوى الدخول في أوائل التسعينيات. رسميًا، كانت آخر سيارة 2CV، وهي سيارة تشارلستون، والتي تم تخصيصها لمدير مصنع مانغوالدي، قد خرجت من خط الإنتاج البرتغالي في 27 يوليو 1990، على الرغم من أنه تم إنتاج خمس سيارات 2CV Spécials إضافية بعد ذلك.
عاشت 2CV لفترة أطول من المعاصرين مثل ميني (1959 – 2000)، فولكس فاغن بيتل (1939 – 2003)، رينو 4 (1961 – 1992)، فولكس فاغن تايب 2 (1949 – 2013)، فيات 126 (1972 – 2000) وهندستان أمباسادور (1957 – 2014).

## الشعبية المستمرة

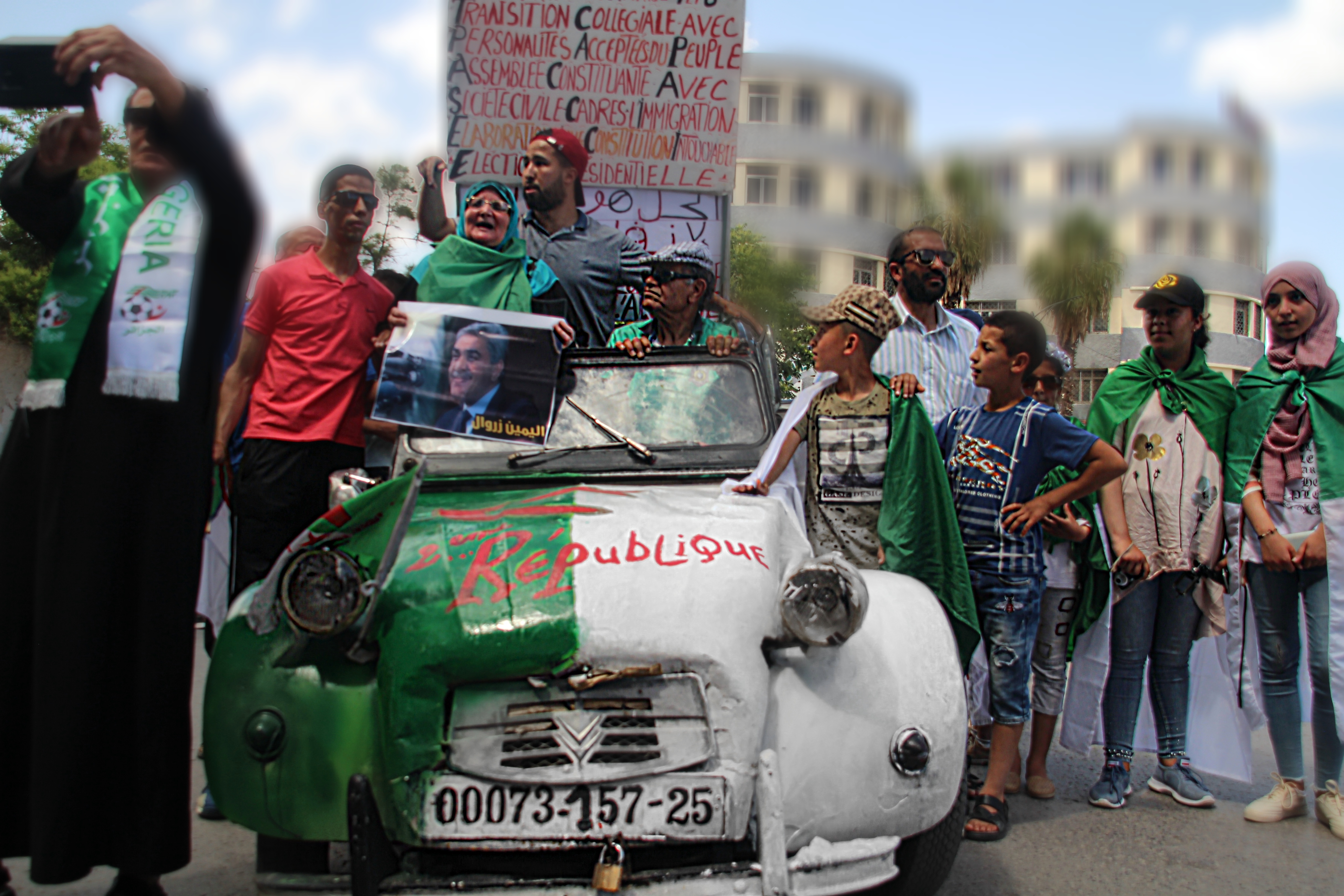
سيارة 2CV مزينة بالعلم خلال احتجاجات الجزائر 2019-2020.

كانت Chrysler CCV أو سيارة المفهوم المركب التي تم تطويرها في منتصف التسعينيات، سيارة مفهوم تهدف إلى توضيح طرق التصنيع الجديدة المناسبة للدول النامية. السيارة عبارة عن سيدان عالية، واسعة وذات أربعة أبواب بأبعاد صغيرة. قال مصممو شركة كرايسلر إنهم استلهموا لإنشاء نسخة حديثة من 2CV.
كانت شركة Sorevie في لوديف تبني سيارات 2CV حتى عام 2002. تم بناء السيارات من الصفر باستخدام أجزاء جديدة في الغالب. لكن مع عدم امتثال 2CV للوائح السلامة، تم بيع السيارات كسيارات مستعملة باستخدام أرقام الهيكل والمحرك من سيارات 2CV القديمة.
تستمر سلسلة سباقات سباق 2CV على الحلبة التي تنظمها نادي سباق 2CV الكلاسيكي في كونها شائعة في المملكة المتحدة.
تشمل بعض الألقاب الإنجليزية "صندوق القمامة الطائر"، "حلزون الصفيح"، "دولي" و"سلحفاة".

## أنواع أخرى
تم إنتاج عدة نسخ أقل حجمًا.

### "الصحراء" الدفع الرباعي

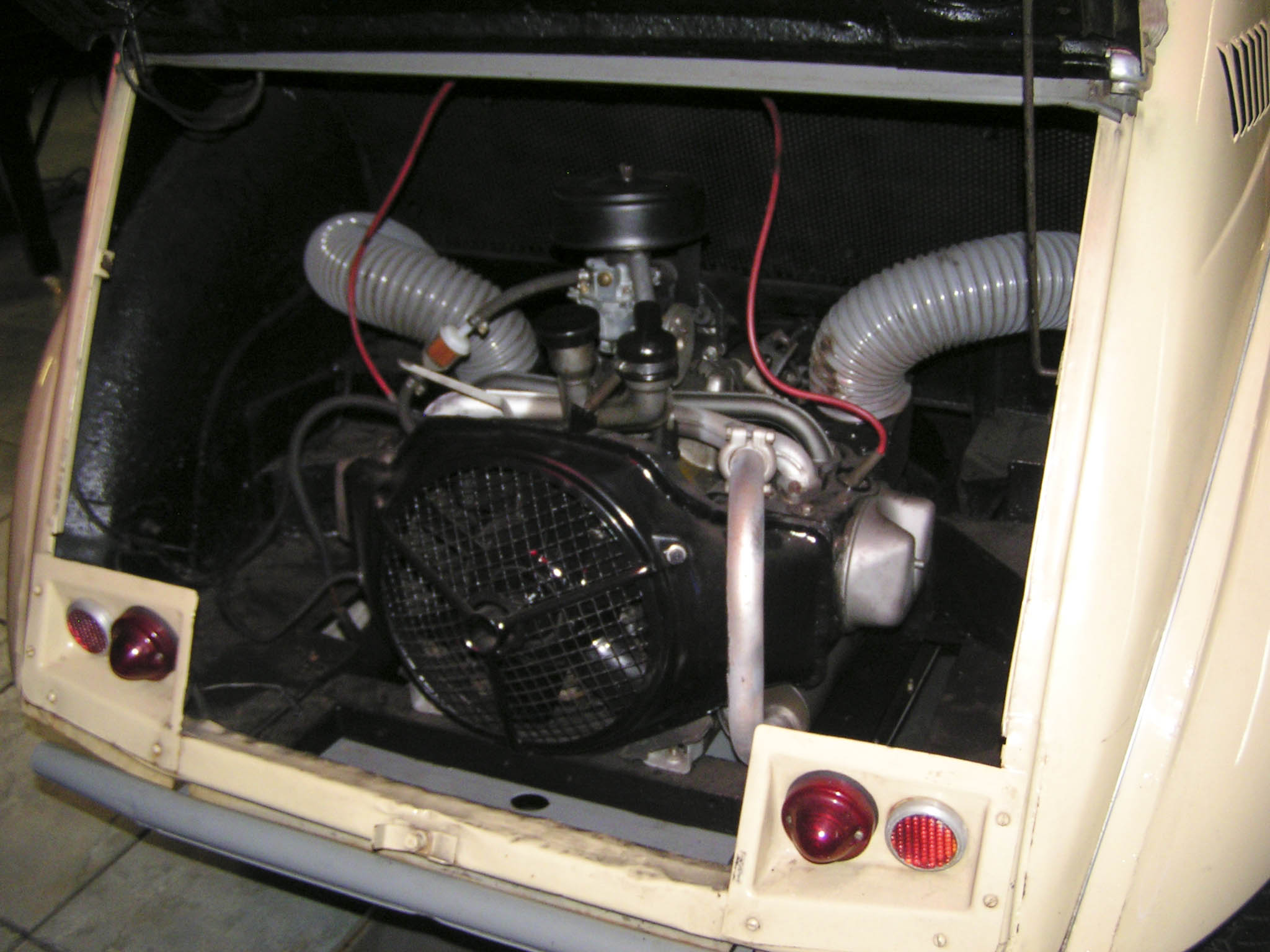
حجرة محرك الصحراء الخلفية

كان أحد النماذج الفريدة هو 2CV صحراء، وهي سيارة دفع رباعي (4×4)، مزودة بمحركين كل منهما ينتج 8.8 كـو (12 hp)، كل منهما له خزان وقود منفصل، وعلبتا تروس، وقضيب توصيل بين علبتي التروس. كان أحد المحركات مركبًا في المقدمة لتشغيل العجلات الأمامية والآخر في الخلف لتشغيل العجلات الخلفية. كان هناك عصا تغيير سرعات واحدة، ودواسة ق clutch، ودواسة تسارع متصلة بكلا المحركين. كان من المخطط استخدامه في المستعمرات الفرنسية في شمال إفريقيا. بالإضافة إلى تقليل فرصة التعطل، كان يوفر جرًا بالدفع الرباعي مع دفع مستمر لبعض العجلات بينما كانت الأخرى تنزلق لأن نقل المحركات كانت مفصولة. لذلك، أصبح شائعًا بين عشاق القيادة في الطرق الوعرة. بين عامي 1958 و1971، قامت Citroën ببناء 694 سيارة صحراء. كانت السرعة القصوى 65 كم/س (40 ميل/س) باستخدام محرك واحد، و105 كم/س (65 ميل/س) عند تشغيل كلا المحركين. تعتبر هذه المركبات النادرة من المقتنيات العالية القيمة.
تم أيضًا بناء ماري كسيارة 4×4 منذ مايو 1979، ولكن بمحرك واحد فقط وعلبة تروس تخفيض.

### بيجو

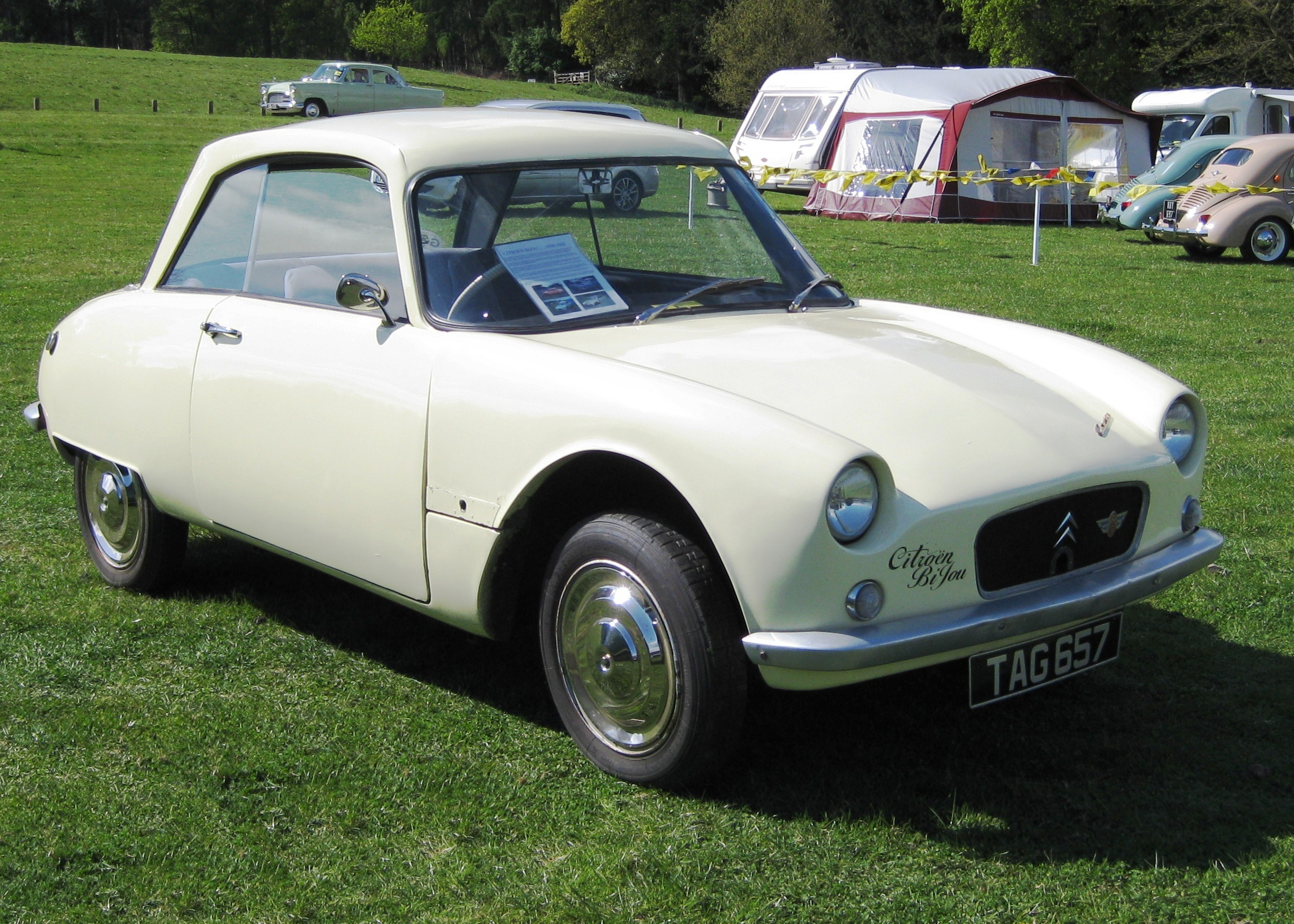
Citroën بيجو

تم بناء بيجو في مصنع Citroën في سلوا، المملكة المتحدة في أوائل الستينيات. كانت نسخة ذات بابين مصنوعة من الألياف الزجاجية من 2CV صممها بيتر كيروان-تايلور، الذي كان له دور في تصميم لوتس إليت الأصلية في الخمسينيات. كان يُعتقد أن التصميم سيكون أكثر قبولًا في المظهر لدى المستهلكين البريطانيين مقارنة بـ 2CV القياسية. مع دمج بعض المكونات من DS (أبرزها عجلة القيادة ذات السلكة الواحدة وزجاجة الأمامية للنافذة الخلفية)، لم تحقق نجاحًا في السوق، لأنها كانت أثقل من 2CV ولا تزال تستخدم محرك 425 سم³، وبالتالي كانت أبطأ، حيث كانت تصل إلى 100 كم/س (62 ميل/س) فقط تحت ظروف مواتية. كانت أيضًا أكثر تكلفة من أستون ميني، التي كانت أكثر عملية. تم بناء 212 سيارة.

### السيارات المجمعة محليًا (CKD)

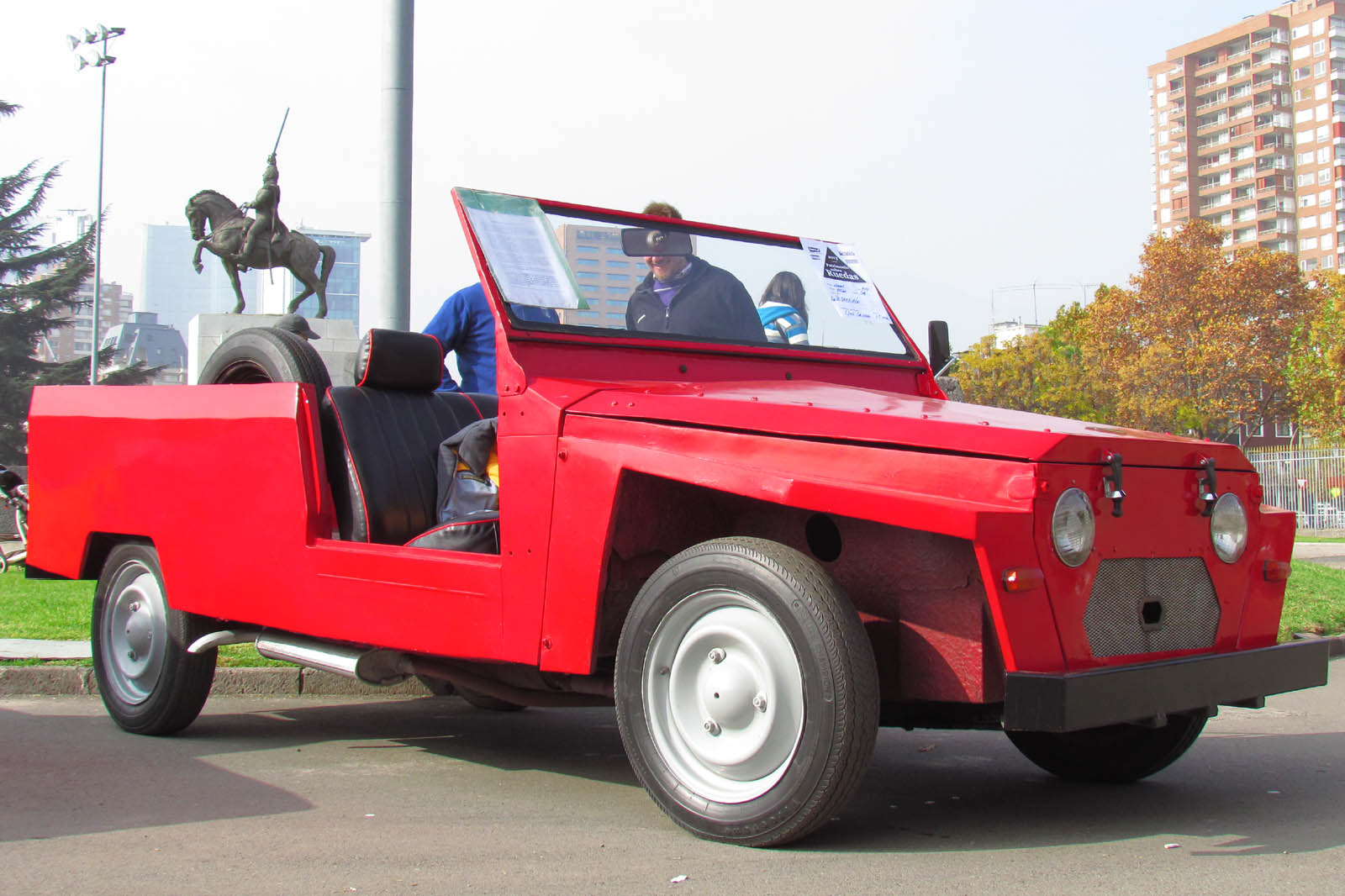
سيارة CKD Citroën Yagán (تشيلي)

كان السوق اليوناني سيارة Citroën بوني ‏ وسوق إفريقيا Citroën FAF وBaby-Brousse كانت سيارات ذات هيكل مسطح من نوع ماري، ومبنية على أساس 2CV، تم بناؤها من مجموعات من الأجزاء الميكانيكية، مع العديد من المكونات المُصنعة محليًا. تم بناؤها في مصانع تجميع تعتمد على تكنولوجيا منخفضة. كان هناك إنتاج واسع النطاق لمركبات مشابهة قائمة على 2CV في عدد كبير من البلدان، بما في ذلك إيران (بيبي بروس، جين-ماري)، وفيتنام (دالات)، وتشيلي (ياغان)، بلجيكا (فان كلي)، إسبانيا، البرتغال ودول أخرى.

### مشروع Citroën Coccinelle
كان نموذج Citroën C عبارة عن مجموعة من المركبات التجريبية غير الإنتاجية التي أنشأتها سيتروين من عام 1955 إلى عام 1956 تحت إشراف أندريه ليفيفر. كانت الفكرة هي إنتاج مركبة على شكل قطرة ماء، خفيفة الوزن جدًا، والتي ستكون أكثر حداثة وأصغر من 2CV. واحدة من النماذج الأولية، وهي Citroën C-10، قد نجت وما تزال مملوكة لـ سيتروين. كانت المظهر العام للمركبة مشابهًا جدًا لسيارة مسيرشميت فقاعة ‏. وكانت مزودة بنفس محرك 425 سم³ مثل 2CV. كانت المركبة تُعرف أيضًا باسم Citroën Coccinelle (خنفساء أو دعسوقة باللغة الفرنسية).

### فورغونيت
تختلف سيارات النقل القائمة على 2CV التي تم تقديمها في ربيع عام 1951 عن السيدان بدءًا من عمود B، حيث كانت تحتوي على منطقة شحن واسعة على شكل صندوق يمكن تحميلها من خلال بابين طائرين في الخلف. أطلق على الفان اسم "فورغونيت" من قبل Citroën.
في فرنسا وسويسرا، كانت هذه المركبات تُستخدم عادة في مكاتب البريد والأعمال الصغيرة، بينما في ألمانيا كانت إمكانية الحصول على منزل متنقل بسعر معقول هي العامل الحاسم للمشترين. تقنيًا، مرت هذه النسخة تقريبًا بنفس مراحل التطوير مثل السيدان.
تم إيقاف إنتاج شاحنة التسليم، المعروفة أيضًا باسم "البطة الصندوقية"، في منتصف عام 1978. وفي نفس الوقت تقريبًا، أخذت النسخة ذات السقف العالي من ديان، أكاديان، مكانها.

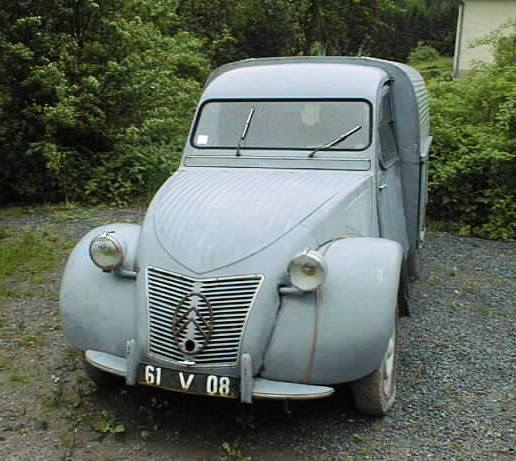
سيارة Citroën 2CV AU (1952)
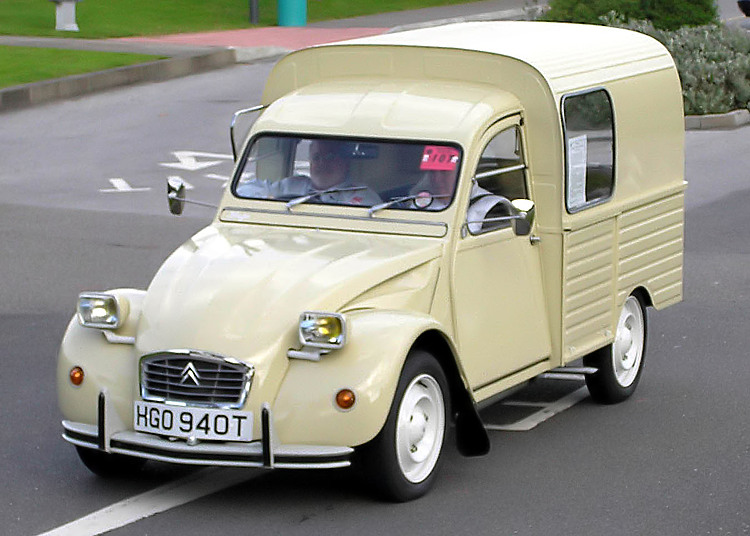
سيارة Citroën "Kasten-Ente" AK 400 (1978)

### غير المصنع

#### 4x4
تم بناء تحويلات مختلفة للدفع الرباعي بواسطة مقاولين مستقلين، مثل مارك فوازين، بالقرب من غرونوبل، وبعضها تم من هيكل 4×4 من ماري وجسم 2CV. في المملكة المتحدة، يقوم لويس باربور ببناء سيارات 2CV ذات دفع رباعي بمحرك واحد. في أواخر التسعينيات، اختبرت كيت هومبل من برنامج BBC Top Gear واحدة منها ضد لاند روفر ديفندر في الطرق الوعرة. وقد فازت 2CV.
كانت هناك أيضًا سيارة 2CV مختلفة تمامًا ذات مقدمة مزدوجة، دفع رباعي (لكن ليس في نفس الوقت)، وهي 1952 Citroën Cogolin، المعروفة أيضًا باسم بيسيفال، تم بناؤها لخدمة الإطفاء الفرنسية—السافور-بومبيير. كان الهدف من ذلك هو تمكين السيارة من القيادة إلى موقع ضيق والخروج مرة أخرى دون الحاجة إلى الدوران.

#### تمديدات الصندوق
رغب بعض الملاك في الحصول على سعة أمتعة أكبر في سيارة 2CV السيدان. يمكن أن تُجهز سيارات 2CV المبكرة بغطاء صندوق (شنطة) بعد البيع مستدير الشكل، يذكر بغطاء "كبير" من طراز تراكتون أونت بعد الحرب. قام بعض مالكي الطرازات المتأخرة بتركيب تمديد على صندوق السيارة. استخدم هذا التمديد غطاء الصندوق الأصلي والأقفال، ولكن في وضع أفقي مع التمديد أسفلها.

## سيارات الكيت والموديلات الخاصة
تتضمن أمثلة سيارات الكيت الرياضية المستندة إلى 2CV كل من Pembleton وBlackjack Avion وLomax من بريطانيا، وBurton وPatron من هولندا. معظمها متاح أيضًا كسيارات ذات ثلاث عجلات (عجلة واحدة في الخلف)، مثل سيارة رياضية مبكرة من مورغان. تم تجهيز بعضها بمحركات أكبر من المحركات المزدوجة الأسطوانات الخاصة بالدراجات النارية. السيارة الألمانية Hoffmann 2CV هي سيارة مكشوفة ذات بابين.
لأغراض النقل، تم إعادة بناء بعض نماذج الصالون إلى شاحنات باستخدام إعادة بناء من الألياف الزجاجية لأجزاء صندوق خلفية متموجة من 2CV Fourgonnette. كانت "بدوي" سيارة كيت بجسم خشبي مسطح.

#### كوبيه UMAP
تأسست الشركة الفرنسية الصغيرة UMAP في عام 1956 في قرية Bernon الفرنسية الشمالية (أوب) على يد كاميل مارتن، عمدة البلدة السابق. اختصار UMAP يعني "مصنع التطبيقات البلاستيكية الحديثة" (Usine Moderne d'Applications Plastiques). أنتجت UMAP طراز SM 425 وSM 500 من عام 1957، وهما كوبيه متطابقتين خارجيًا مبنيتين على أساس Citroën 2CV. تم إيقاف الإنتاج في عام 1958.

## الروابط الخارجية
- Citroën 2CV نسخة محفوظة 29 ديسمبر 2021 على موقع واي باك مشين. – أصول Citroën
- 2CV Advertising – autohistories.org
- 1959 دليل مالك Citroën 2CV
- Czajko, Thierry (12 Dec 2015). "2CV-4L - La guerre des petites voitures". vimeo (بالفرنسية). Archived from the original on 2023-07-20. Retrieved 2023-07-20.
- "Citroën 2CV vs Renault 4L – 'La Guerre des Petites Voitures'". Citroën Vie (بCanadian English). 6 Mar 2016. Archived from the original on 2024-07-21. Retrieved 2023-07-20.
- French People's Car Fight! (1988 2CV6 Dolly & 1985 R4 GTL Road Test). Classics World. مؤرشف من الأصل في 2024-11-02. اطلع عليه بتاريخ 2023-07-20 – عبر youtube.

قالب:خط زمني لسيارات Citroën 1950–1989